# Rumania durante la Primera Guerra Mundial
La historia de Rumania durante la Primera Guerra Mundial abarcó varias fases: primero un periodo de neutralidad que duró desde el estallido de la contienda mundial en 1914 hasta la entrada del país en el conflicto en agosto de 1916; luego una serie de batallas en 1917, enmarcadas entre las que se libraron en el frente oriental; seguidamente un periodo de rendición tras la revolución rusa; y finalmente una reanudación de los combates a finales de 1918. En la guerra, el Reino de Rumania y el Imperio ruso se enfrentaron a los ejércitos de los Imperios Centrales. El país se contó entre los vencedores del conflicto, lo que le permitió aumentar notablemente su territorio y población.
Rumania permaneció neutral cuando estalló la guerra en agosto de 1914 pese a la alianza que la ligaba a Alemania y Austria-Hungría. Los bandos enfrentados trataron de atraerse al país con promesas territoriales, competición en la que la Triple Entente gozaba de ventaja al poder ofrecer Transilvania y Bucovina. El objetivo de los mandatarios rumanos era completar la «unión nacional» mediante la obtención de los territorios con población de lengua rumana, fundamentalmente Transilvania, Bucovina y el Banato. Rumania accedió a entrar en guerra junto a la Triple Entente en agosto de 1916, tras dos largos años de neutralidad, a cambio de grandes concesiones territoriales. El país se sumó al bando que creía que pronto alcanzaría la victoria.
Las fuerzas rumanas irrumpieron en la deseada Transilvania austrohúngara, pero la rápida declaración de guerra de Bulgaria hizo que el alto mando detuviese el avance de los ejércitos en el noroeste y perdiese la iniciativa militar, que quedó en manos del enemigo, dirigido por dos brillantes jefes alemanes: August von Mackensen y Erich von Falkenhayn. Las tropas rumanas eran valientes, pero bisoñas, estaban mal armadas y peor mandadas y tuvieron que enfrentarse a un enemigo que las acometía en dos frentes, el transilvano al noroeste y el del Danubio al sur. Von Falkenhayn expulsó a los invasores de Transilvania y penetró en Valaquia entre mediados de septiembre y principios de noviembre, mientras que Von Mackensen se adueñaba de casi toda la Dobruya. A finales de diciembre de 1916, los Imperios centrales se habían apoderado de toda Valaquia y de la Dobruya. La intervención que debía haber allanado la victoria de la Triple Entente concluyó en realidad en un gran descalabro tras una campaña de apenas ciento cuarenta días.
El Gobierno tuvo que refugiarse en Moldavia, protegido por más de medio millón de soldados rusos. Tan solo el auxilio ruso y el crudísimo invierno de 1916-1917 permitieron frenar a los ejércitos de los Imperios centrales en los límites de la región. En el verano de 1917, sin embargo, el remozado ejército rumano, con algo de ayuda rusa, logró desbaratar el intento de los Imperios Centrales de apoderarse también de ella. Luego la radicalización de la revolución en Rusia cambió la situación: Rumania no solo perdió el sostén de las divisiones rusas, imprescindible para defender el frente, sino también su única fuente de suministros militares. Cuando los bolcheviques tomaron el poder en Rusia y firmaron el Tratado de Brest-Litovsk, Rumania quedó aislada y rodeada por el enemigo y no tuvo más remedio que negociar un armisticio, que se firmó el 9 de diciembre en Focșani. Posteriormente hubo de suscribir el tratado de paz de Bucarest el 7 de mayo de 1918, que hizo del país en la práctica una colonia de los Imperios Centrales. Los abastos que estos obtuvieron de Rumania fueron vitales para que pudieran seguir combatiendo hasta finales de 1918.
Después de que la ofensiva aliada en Macedonia hiciese que Bulgaria tuviese que solicitar la paz, Rumania volvió a entrar en combate el 10 de noviembre de 1918, un día antes de que la guerra acabase en el frente occidental. Brătianu, nuevamente primer ministro, se desplazó a París en enero de 1919 para encabezar la delegación rumana que iba a participar en la Conferencia de Paz de París. Allí pasó seis meses defendiendo inflexiblemente la postura rumana, sin lograr, no obstante, todos los objetivos fijados en el tratado de 1916, aunque sí la anexión de Bucovina, Besarabia y Transilvania. En el otoño de 1920, las nuevas fronteras rumanas habían recibido ya en general el reconocimiento internacional. El país había crecido notablemente, tanto en territorio como en población (296 000 km² con 16 250 000 habitantes, según datos de 1919). En cambio, había adquirido abundantes minorías (un 30 % de la población). También había perdido aproximadamente un 10 % de la población prebélica en el conflicto. Las pérdidas económicas debidas a la guerra también habían sido enormes: en 1918 el país producía un 53 % menos de petróleo, un 59 % menos de carbón y un 81,6 % menos de hierro que en 1913-1914. La economía tardó en recuperarse: hasta 1922 no se recobró el nivel de producción agraria de 1913 y el industrial solo se alcanzó en 1924. La inflación de la posguerra y la desorganización del comercio causadas por la contienda perduraron hasta mediada la década de 1920 y afectaron duramente a las clases más humildes.

## Antecedentes

El territorio del reino rumano en 1914, en vísperas del estallido de la guerra mundial. Las relaciones con los países vecinos eran tensas por las disputas territoriales que el país mantenía con casi todos ellos.

### Situación geográfica del país
Rumania lo componían tres territorios bien diferenciados a principios del XX: la llana y fértil Valaquia (formada a su vez por Muntenia y Oltenia), al sur; Moldavia, tierra de colinas, al norte; y la llana y pantanosa Dobruya, al sureste, en la desembocadura del Danubio. La primera era feraz en cereal, en especial en trigo, mientras que la segunda contaba con ricos depósitos de minerales y de petróleo en las comarcas cercanas a los Cárpatos. El país tenía una extensión 139 080 km².
Tenía frontera con otras cuatro naciones: Rusia (situada al noreste), Austria-Hungría (al noroeste), Serbia (al suroeste) y Bulgaria (al sur). Una larga frontera montañosa trazada a lo largo de los Cárpatos y de los Alpes de Transilvania separaba al país de Austria-Hungría. La forma de las cordilleras hacía que la frontera se curvase en ángulo, en cuyo espacio interior se hallaba la codiciada región de Transilvania. Una serie de puertos de montaña permitía cruzar la frontera. La anchura de las cordilleras fronterizas, sin embargo, complicaba la invasión rumana de la región. En el sur, la frontera búlgara estaba defendida por el ancho Danubio, que carecía de puentes permanentes, y por terrenos pantanosos en sus riberas. Superados estos obstáculos, sin embargo, la capital rumana estaba desprotegida, pues solo una llanura la separaba del gran río. El principal obstáculo al avance de un posible invasor en el interior del país era el río Seret, afluente del Danubio. En el sureste, en la Dobruya, se encontraba tanto el territorio más propicio para atacar Bulgaria como el importante ferrocarril que unía la capital con el puerto de Constanza, junto al mar Negro.

### Relaciones con los países vecinos
Las relaciones del país con sus vecinos eran, en general, malas. Con Austria-Hungría existía la liga secreta de 1883, pero el deseo rumano de apoderarse de la Transilvania húngara hacía que la alianza fuese muy endeble. El imperio vecino había apoyado además a Bulgaria en las guerras balcánicas, lo que había disgustado a Rumania, coligada con los vencedores contra esta. Con Bulgaria Rumania se disputaba la Dobruya, territorio del bajo Danubio que había logrado arrebatarle durante la segunda guerra balcánica y que aquella deseaba recuperar. Las relaciones con Rusia tampoco eran cordiales, ya que esta se había apoderado de Besarabia en el Tratado de San Stefano que puso fin a la guerra ruso-turca (1877-1878) y la había mantenido en el de Berlín, de cuya redacción se había excluido a Rumania. Con Serbia, por el contrario, las relaciones eran buenas: ambas naciones estaban coligadas desde 1913, cuando se habían unido para enfrentarse a Bulgaria. Las dos deseaban mantener el equilibrio de poder surgido de las guerras balcánicas.

### Situación económica y social del país
El país era eminentemente agrícola, uno de los principales exportadores de cereal del mundo. Carecía de un proletariado industrial notable. Contaba con importantes yacimientos petrolíferos, que explotaban mayoritariamente empresas extranjeras (una estadounidense, otra alemana y una tercera angloholandesa). Los principales países exportadores al mercado rumano fueron, entre 1910 y 1914: Alemania (36 % en media), Austria-Hungría (24 %), el Reino Unido (13 %), Francia (6 %) e Italia (5 %). El país que acaparaba más exportaciones rumanas era con mucho Bélgica, con más del doble que cualquier otro; la exportación consistía casi exclusivamente en cereal. A Bélgica le seguían los Países Bajos e Italia. Austria-Hungría, sin embargo, era el destino del mayor número de productos en 1914, habiendo adelantado al resto de naciones. Las principales exportaciones del país en los años que precedieron a la guerra mundial eran cereales (67-68 %), petróleo (18-19 %), plantas (3-6 %) y madera y derivados (1-4 %).
La población en 1914 era de 7 768 341 habitantes. El 81,9 % de la población vivía en el campo, proporción que apenas había cambiado desde 1899. La mayoría era pobre y vivía de manera primitiva. Únicamente la capital, Bucarest, contaba con más de 100 000 habitantes (345 628 en 1914). El analfabetismo estaba mucho más extendido que en países de población similar: el 60,7 % de los mayores de 7 años lo eran, frente al 13,1 % de Bélgica. Casi la mitad de la población infantil no acudía a la escuela en 1912. Apenas unos diecisiete mil personas cursaban enseñanza secundaria en 1910-1911 y por entonces el país contaba con dos universidades (en Bucarest y Iași).
El país tenía superávit presupuestario y los principales ingresos estatales provenían de los monopolios públicos (tabaco, sal y juegos de naipes), los servicios (correos y ferrocarriles) y de impuestos indirectos. Pagaba las importaciones esencialmente mediante la exportación de trigo, que se producía sobre todo en los latifundios que ocupaban el 47 % de las tierras cultivables. Rumania era el sexto exportador de trigo del mundo. El otro cultivo principal era el maíz, alimento esencial de la población rural.
La red de ferrocarriles estaba casi completamente en manos del Estado. Había unos 4023 km de vía en 1916, un cuarto de las cuales eran estrechas. La densidad de vías era menor que la francesa o la estadounidense, pero mayor que la de los países balcánicos y las zonas más atrasadas del vecino Imperio austrohúngaro. La principal línea recorría el país de este a oeste por la llanura, desde Constanza hasta las Puertas de Hierro, para continuar luego hacia el noreste, hacia Budapest. Solo había una conexión ferroviaria con Bulgaria, mediante un ramal de la línea principal que conectaba con esta en Medgidia. Otra importante línea comunicaba la capital con Czernowitz, ya en la Bukovina austriaca, recorriendo Moldavia; esta línea llevaba a Leópolis y Varsovia. Otros tres ramales comunicaban con Transilvania, cruzando los puertos carpáticos de Turnu Rosi, Predeal y Gyimes. El único gran puerto con capacidad para buques oceánicos y con buenas comunicaciones con el interior del país era el de Constanza. Los de Galați y Brăila, junto al Danubio, eran de más difícil acceso y se helaban durante un trimestre al año. La exportación de grano se concentraba, sin embargo, en el puerto de Sulina. El Danubio era por entonces una de las principales vías comerciales europeas y el transporte fluvial estaba fundamentalmente en manos alemanas y austrohúngaras.

## Periodo de neutralidad y negociación con los beligerantes

### La Triple Alianza y la postura del rey y del gobierno
En el reino de Rumania regía una dinastía de la Casa de Hohenzollern desde 1866. El rey de Rumania, Carol I de Hohenzollern, había firmado un tratado secreto con Alemania y el Imperio austrohúngaro, conocido como Triple Alianza, en 1883 que disponía que el país se comprometía a ir a la guerra solamente en el caso de que el Imperio austrohúngaro fuese atacado. Por su parte, los austrohúngaros se obligaban a defender Rumania de cualquier ataque ruso o serbio. La alianza, conveniente para los rumanos que temían las ambiciones rusas y otomanas, se había renovado en 1892 y 1913. La hostilidad de la opinión pública hacia el Imperio austrohúngaro impidió, sin embargo, que el pacto se debatiese públicamente o se sometiese a ratificación en el Parlamento. El soberano lo comunicaba confidencialmente a cada nuevo presidente del Gobierno, que se comprometía a guardar el secreto. Desde enero de 1914, el Gobierno lo ostentaba el partido liberal, cuyos miembros habían estudiado en general en Francia y a los que se tenía por favorables a la Entente. Fue entonces cuando el rey informó al nuevo presidente Gobierno Ion Brătianu de la existencia de la liga secreta y su reciente renovación, en febrero de 1913.

Países en liza y neutrales a finales de 1914. Tanto Italia como Rumania estaban coligadas con Alemania y Austria-Hungría (Triple Alianza), pero no entraron en guerra hasta 1915 y 1916 respectivamente y lo hicieron en el bando contrario al de sus teóricos aliados, la Triple Entente.

Los mandatarios rumanos temían que una nueva guerra acabase con el equilibrio balcánico impuesto por el Tratado de Bucarest de 1913 y permitiese el robustecimiento de Bulgaria. En consecuencia, tanto el rey —que dominó hasta su muerte la política exterior del país, si bien limitado por la opinión pública— como el primer ministro Brătianu habían favorecido una solución pacífica y negociada a la crisis de julio. El día 23 de julio los austrohúngaros habían presentado un ultimátum a Serbia, al que esta respondió el 25; el embajador austrohúngaro declaró insatisfactoria la respuesta y rompió relaciones diplomáticas. La movilización militar austrohúngara comenzó esa misma noche y el 28 se produjo la declaración de guerra que, a causa de las alianzas europeas, pronto se extendió.
El deseo de apoderarse de Transilvania, el Banato de Timisoara y Bucovina, territorios de Austria-Hungría, las medidas de magiarización y las actividades de esta en favor de Bulgaria durante la reciente segunda guerra balcánica habían vuelto a la opinión pública contra el país vecino y teórico aliado, Austria-Hungría. Una vez comenzada la guerra mundial, Carol deseaba participar junto a las Potencias Centrales, sus aliados de 1883, mientras que la opinión pública rumana (dominada por la clase media y la nobleza en un país con un 80 % de analfabetos sin derecho a voto) y los partidos políticos se mostraron a favor de unirse a la Triple Entente. No obstante, tanto la mayoría partidaria de la Entente como los que preferían el bando alemán deseaban en principio que el país evitase la nueva contienda. Así, Rumania se mantuvo neutral cuando estalló la guerra, argumentando ante sus teóricos aliados que Austria-Hungría había iniciado la guerra y, en consecuencia, la nación no tenía ninguna obligación formal de unirse a ellos, dado que su compromiso se limitaba a conflictos causados por un ataque a Austria-Hungría. El imperio vecino había solicitado ya el 27 de julio la colaboración rumana en virtud del tratado secreto de alianza si Rusia entraba en guerra, petición que Alemania repitió el 31 en una misiva del káiser al rey Carol y el 2 de agosto en una petición del Gobierno de Berlín. Ante la situación y las peticiones de acción, el soberano convocó un consejo en Sinaia para el 3 de agosto con el fin de decidir qué hacer. El consejo real del 3 de agosto escogió la neutralidad, aunque contactó de inmediato con los beligerantes para negociar una posible entrada en el conflicto. El presidente del Gobierno, Brătianu, para endulzar el rechazo rumano a entrar en la contienda junto a sus teóricos aunque secretos aliados, les hizo una importante concesión, que variaba la actitud que el país había mantenido desde el principio de la crisis: prometió que Rumania no se opondría a que Bulgaria atacase a Serbia para obtener parte de Macedonia, lo que supondría un cambio de la situación surgida del Tratado de Bucarest de 1913, que los rumanos deseaban mantener.
El rey, frustrado su intento de entrar en la guerra junto a las potencias centrales, falleció el 10 de octubre de 1914. Le sucedió en el trono su sobrino Fernando —más favorable a los Aliados—, ya que Carlos carecía de descendencia. A partir de entonces, la política exterior del país quedó en manos del primer ministro, con la aquiescencia tanto del grueso de la oposición como del Parlamento. El grupo germanófilo, compuesto por una serie de políticos conservadores terratenientes, era reducido y carecía de grandes apoyos entre la población. La muerte de Carlos lo debilitó. Brătianu contaba además en su favor con la influencia de la reina, María de Edimburgo —firme partidaria de la Entente—, decidida, popular e inteligente —al contrario que su esposo— y del amante de esta, el príncipe Barbu Știrbey, consejero del nuevo soberano y al que la embajada alemana empleaba inconscientemente como enlace con el rey. Disfrutaba por añadidura de una amplísima mayoría en las dos Cámaras legislativas —el 80 % de los escaños de la Cámara Baja y el 70 % de la Alta—, lo que le permitía gobernar sin temer intromisiones de la oposición.
El principal interés de los contendientes en Rumania residía en la gran producción agrícola y petrolífera, que cobró cada vez más importancia cuando quedó claro que los diversos planes para ganar la guerra mediante una rápida ofensiva habían fracasado y que la contienda sería más larga de lo previsto inicialmente. La situación geográfica del país, ubicado entre Rusia y Serbia, convenía además a la Entente, pues podía servir para comunicar ambas y sus cinco cuerpos de ejército eran también un atractivo para los dos bandos. Por entonces, sin embargo, el país no estaba preparado para entrar en guerra. El Ejército estaba desorganizado, carecía del armamento necesario para ello y solo contaba con un plan de acción, para atacar a Rusia.

### Deterioro económico
La situación bélica internacional perjudicó al país incluso habiéndose mantenido neutral. Con escasa industria, tenía que importar el armamento necesario para equipar al ejército, que se preparaba para una futura intervención en la contienda. La guerra supuso además problemas para el transporte de las cruciales exportaciones agrícolas, la movilización de parte del campesinado y la incautación estatal de animales y alimentos, consecuencias todas ellas negativas para los labradores. El cierre otomano de los estrechos del mar Negro desbarató el comercio rumano, puesto que el 80 % de las exportaciones del país se realizaban a través de ellos en 1914. La complicación de enviar los productos a Europa occidental hizo que creciese el comercio con las naciones centroeuropeas, en especial con Austria-Hungría, que suministraba el 60 % de las importaciones rumanas y adquiría alrededor del 20 % de sus exportaciones. Entre 1914 y 1916, las exportaciones a Alemania pasaron de suponer el 23 % del total al 29,4 % y las realizadas a Austria-Hungría crecieron del 18,5 % al 47,9 %. El grueso de lo vendido en el extranjero consistía en petróleo y cereales. La venta de estos últimos, principalmente a Bélgica y al Reino Unido, había comenzado en el siglo XIX con la organización de grandes latifundios dedicados a la producción y exportación de grano. Al comienzo, el Gobierno rumano se había resistido a vender a Alemania el grano que ya no podía exportar a la Europa occidental, pero las victorias de los imperios en la zona en 1915 hicieron que cambiase de actitud.
El Gobierno trató de afrontar la crisis económica controlando más estrechamente la economía nacional, pero no se atrevió a enfrentarse a los exportadores de alimentos, por lo que la situación alimentaria de la población empeoró; en 1916, tuvo que limitar por fin la exportación de algunos artículos. Las exportaciones de cereal, sin embargo, siguieron una evolución fundamentalmente opuesta: casi eliminadas al estallar la guerra, crecieron notablemente tras la ocupación de Serbia; los Imperios centrales, necesitados de alimentos, importaron más de dos millones y medio de toneladas de cereal en los meses que precedieron a la entrada en el conflicto de Rumania, pese a la oposición de la Entente. La exportación de petróleo también menguó considerablemente: si en 1913-1914 el país exportaba el 65 % de la producción, en 1915-1916 solo vendía el 15 %, y esto pese al interés de los contendientes por el crudo rumano. También disminuyó la producción por la dificultad para almacenar el producto y para exportarlo.
La guerra privó al país también de inversiones extranjeras y de créditos, que no podía suplir el capital nacional. Carente de fondos, el Gobierno optó por solicitar secretamente empréstitos de Italia y el Reino Unido. Este último concedió dos créditos en 1915 para que Rumania comprase armamento a empresas británicas. La mejora en la producción industrial bélica rumana no bastaba para librar una guerra moderna.

### Negociaciones con los dos bandos
El país, sin amenazas inmediatas, se dejó cortejar por los dos bandos. Para atraérselo, los Imperios Centrales le ofrecieron Besarabia —por entonces territorio ruso—, mientras que los Aliados le prometieron Transilvania —austrohúngara—. El Gobierno húngaro, presidido por Esteban Tisza, se negó a hacer concesiones a los rumanos en Transilvania y el Banato, convencido de que serían inútiles. Los imperios trataron por tanto de amenazar indirectamente a los rumanos con una posible intervención búlgara si se coligaban con el enemigo y de sustituir a Brătianu al frente del Gobierno por un político más afín a ellos, en vano; para entonces los conservadores, más favorables a Alemania, no podían competir con los liberales del primer ministro y además se hallaban divididos sobre el bando al que el país debía unirse. Aunque los alemanes estaban dispuestos a hacer concesiones para atraerse a Rumania, los austrohúngaros se negaron rotundamente, convencidos de que serían estériles y no acabarían con el deseo expansionista del nacionalismo rumano.

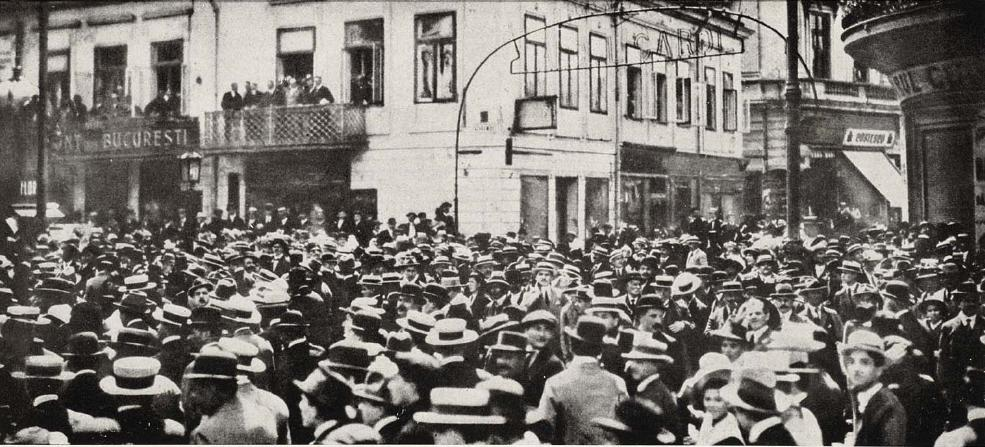
Manifestación en favor de la entrada en guerra de Rumania en el bando de la Triple Entente, celebrada en la capital, Bucarest. Los dos bandos fomentaron y financiaron manifestaciones y proclamas en su favor para tratar de atraerse al país.

Ya el 1 de octubre de 1914, el Gobierno ruso se comprometió a admitir la anexión rumana de los territorios austrohúngaros de población rumana, siempre que fuesen conquistados por la propia Rumania y a respetar la integridad territorial del país, a cambio simplemente de que Rumania siguiese siendo neutral en la guerra. La oferta alemana era escasa dadas las grandes ambiciones territoriales de los rumanos, que únicamente grandes cesiones de los austrohúngaros podían satisfacer. La meta del Gobierno era obtener la mayor extensión posible de los territorios ansiados de la participación en la contienda mundial. Brătianu, que se guio en todo momento por lo que consideraba los intereses del país, pretendía aprovechar la guerra para rematar la «unidad nacional». Al principio, los rumanos optaron por permanecer neutrales y observar el curso de la guerra, para asegurarse por qué bando se decantaba la victoria. Mientras continuaba negociando con los dos bandos, el país vendía víveres a los Imperios Centrales a alto precio. Las dos coaliciones enfrentadas empleaban también la propaganda y el soborno de la prensa, muy venal, y a los políticos para ganarse a la opinión pública y atraer al país a la guerra.
El país estuvo a punto de entrar en guerra en la primavera de 1915, tras obtener de los Aliados la promesa de recibir Bucovina, Transilvania y el Banato, pero las graves derrotas rusas del verano le hicieron cambiar de parecer. También hicieron que tanto rusos como franceses y británicos se decidiesen a tratar de que Rumania entrase en guerra, incluso si esto conllevaba otorgar importantes concesiones para lograrlo. Los más dispuestos a aceptar las grandes reclamaciones rumanas (que incluían territorios donde los rumanos eran minoría), eran los franceses y los más renuentes, los rusos, pese a su apurada situación militar. Las derrotas aliadas permitían al Gobierno rumano obtener crecientes concesiones de la Entente, pero también lo disuadían de unirse a ella en los combates en un momento de aprieto. Aun así, el país tampoco se mostró dispuesto a combatir con sus teóricos aliados, Alemania y Austria-Hungría. Brătianu insinuó en el otoño de 1915 que el país podría estar dispuesto a luchar del lado de la Entente, pero a cambio de obtener medio millón de soldados rusos y la colaboración del ejército de Salónica para sus operaciones. Aunque los Aliados deseaban socorrer a la acuciada Serbia, atacada desde varias direcciones, no podían cumplir las condiciones del primer ministro rumano.

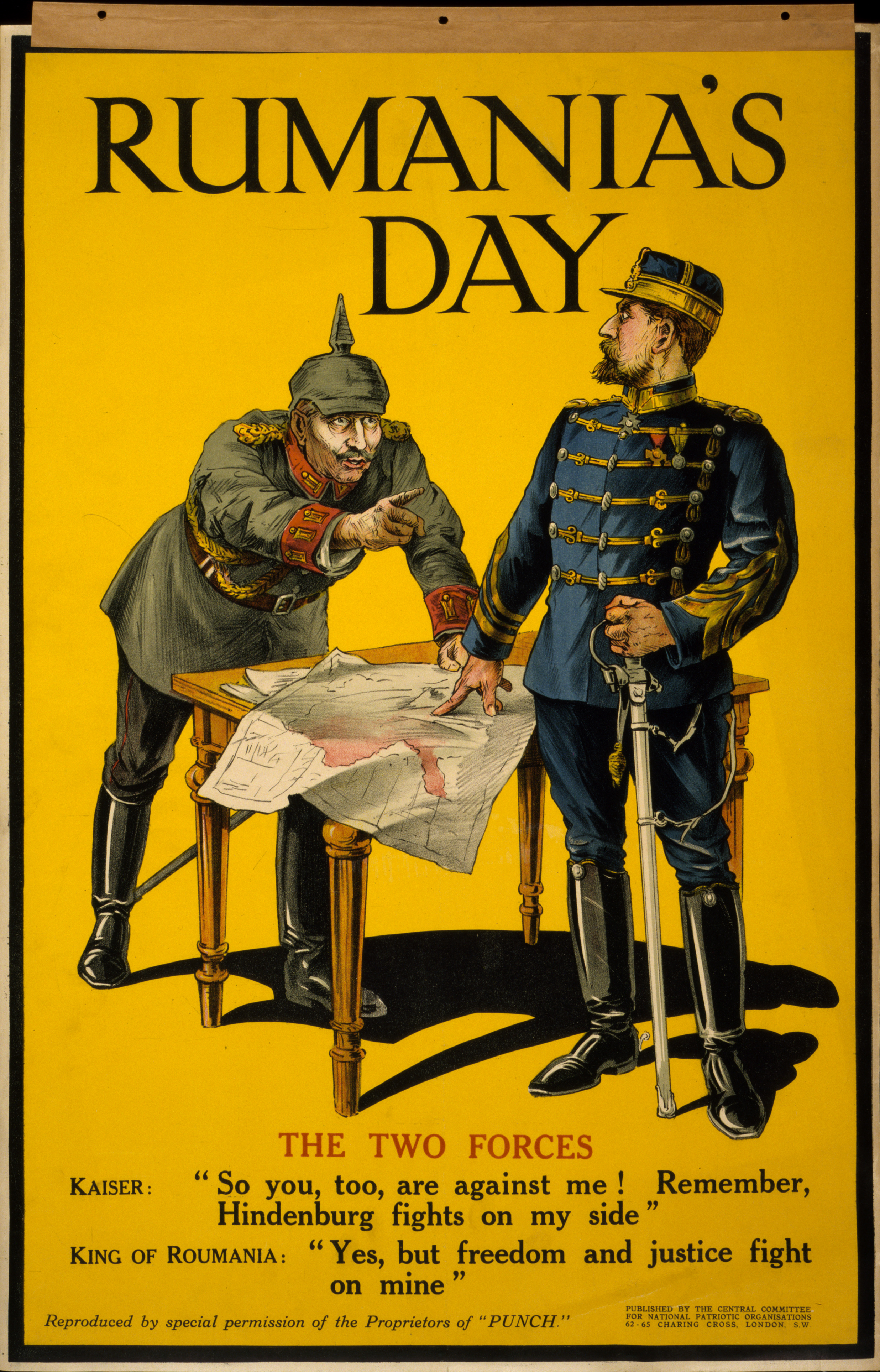
Cartel propagandístico británico celebrando la entrada de Rumania en la guerra en el bando de la Entente.

Franceses y rusos trataron en vano de que los rumanos entrasen en guerra en la primavera de 1916, coincidiendo con la ofensiva prevista en el frente occidental y en oriental. Ion Brătianu, temeroso de las posibles consecuencias para el país, deseaba seguir negociando y obtener una serie de concesiones militares y políticas de la Entente que compensasen los probables peligros de abandonar la neutralidad. Las victorias aliadas en Verdún y en Bucovina, sin embargo, hicieron que el Gobierno presidido por Brătianu finalmente se decidiese a participar en la contienda, junto a la Entente. Los austrohúngaros habían perdido millón y medio de soldados y veinticinco mil kilómetros cuadrados de tierra a manos de los rusos y los alemanes habían tenido que retirar dieciocho divisiones de Verdún y seis de Salónica para sostener el frente oriental. Alemania, por su parte, sufría una grave crisis alimentaria, que llegó a su apogeo en el verano de 1916. La Ofensiva Brusilov convenció a los mandatarios rumanos de que la Entente acabaría venciendo en la guerra mundial y renovó su interés por entrar en la guerra. Para entonces los dos bandos enfrentados sufrían un notable desgaste y no parecía que pudiesen obtener la victoria por sí solos sin la participación en la contienda de nuevos países, razón por la cual la entrada en guerra de Rumania pareció importante, para decantar la victoria del lado aliado. El Gobierno de Brătianu decidió en el verano que no podía retrasar la entrada de Rumania en la guerra sin perder la oportunidad de obtener ganancias territoriales. La Ofensiva Brusilov contra Austria-Hungría había debilitado tanto a esta que era probable que solicitase la paz; si esto sucedía, se desvanecería la posibilidad de obtener Transilvania al no desintegrarse el imperio. Además, Alemania se encontraba aparentemente enfrascada en las grandes batallas del frente occidental y la Entente se mostró dispuesta a desencadenar grandes ofensivas que ayudasen al avance de las tropas rumanas y a abastecer a estas, así como a aceptar finalmente las exigencias territoriales rumanas. Los intentos de intimidación de los Imperios centrales no pudieron disuadir a Brătianu de coliarse con el enemigo.
Para entonces, sin embargo, los rusos se mostraban menos ansiosos porque los rumanos participasen en la guerra, creyendo que su aportación sería escasa y su precio, desorbitado. Pese a haber pasado dos años neutral, Rumania no había preparado adecuadamente a sus Fuerzas Armadas para la guerra. Los rumanos además exigían doscientos mil soldados rusos para defender la Dobruya frente a los búlgaros mientras ellos se concentraban en apoderarse de Transilvania; los rusos deseaban evitar luchar con los búlgaros y no veían razón para enviar tal número de tropas lejos del frente principal. El 30 de junio, sin embargo, acabaron cediendo a las presiones de franceses, británicos e italianos. El número de tropas que debían enviar a proteger la Dobruya se redujo, no obstante, a cincuenta mil soldados. Para entrar en la guerra al lado de los aliados Rumania exigía el reconocimiento de sus derechos sobre el territorio de Transilvania, que se hallaba controlado por Austria-Hungría desde el siglo XVII, a pesar de que los rumanos formaban la mayoría en el territorio (véase Historia de Transilvania). Los aliados aceptaron los términos a finales del verano de 1916. Rumania obtenía la concesión de casi todos los territorios que anhelaba, igualdad con el resto de aliados en las futuras negociaciones de paz y tres divisiones rusas para proteger la Dobruya a cambio de declarar la guerra a Austria-Hungría —con la esperanza de no tener que enfrentarse a Alemania y Bulgaria—. En el acuerdo militar del 17 de agosto se había estipulado que la Entente entregaría a Rumania copiosa ayuda militar y financiera. Para entonces, además, se había recogido la cosecha, si bien mientras se había dejado pasar el apogeo de la ofensiva rusa. El país debía entrar en guerra diez días después de la firma de la liga militar, pero el 20 los Aliados debían emprender la prometida ofensiva en el frente macedonio para paralizar a las fuerzas búlgaras. La negociación de este último requisito, que los rumanos creían necesario para neutralizar a los búlgaros, fue lo que retrasó durante varias semanas el acuerdo final, hasta que el ímpetu de la ofensiva rusa hubo pasado, junto con la pretensión inicial de franceses y británicos de que los rumanos atacasen a los búlgaros desde la Dobruya, que luego abandonaron. En realidad, la Entente no tenía ni la intención ni los medios para desencadenar la ofensiva que esperaban los mandatarios rumanos.
Si Rumania hubiese tomado partido por los Aliados a principios de año, antes de la Ofensiva Brusilov, tal vez esta no hubiese fracasado. Rumania desconfiaba, sin embargo, del Imperio ruso, que había aprovechado la guerra con el Imperio otomano en 1877 para anexionarse Besarabia. Según algunos historiadores militares estadounidenses, Rusia retrasó la aprobación de las exigencias rumanas debido a la preocupación por los proyectos territoriales rumanos sobre Besarabia, que contaba con una mayoría rumana. Según el historiador británico John Keegan, antes de la entrada en guerra de Rumania ya los aliados habían acordado en secreto no permitir la expansión territorial de Rumania cuando terminase el conflicto. Rusos y franceses habían acordado en secreto revisar las concesiones, que creían desorbitadas, y gestionar los asuntos principales de la paz únicamente entre las grandes potencias, pese a las promesas incluidas en el tratado con el nuevo coligado. Para cuando finalmente entró en la contienda, el apogeo de la ofensiva rusa ya había pasado.
El teniente coronel Christopher Thompson, que hablaba francés con fluidez, fue enviado a Bucarest en 1915 como agregado militar británico a propuesta de Kitchener para facilitar la entrada de Rumania en la contienda. Una vez en el país, Thompson advirtió que Rumania, con un Ejército mal armado y sin preparación adecuada, sería incapaz de librar una guerra en dos frentes contra Austria-Hungría y Bulgaria, se convertiría en una carga y no aportaría ventaja alguna a los Aliados. Esta opinión fue desechada por Whitehall, y Thompson firmó un convenio militar con Rumania el 17 de agosto de 1916. A finales de 1916 hubo de tratar de mitigar las consecuencias de los reveses de Rumania en el frente, y supervisó la destrucción de los pozos de petróleo rumanos para evitar que cayesen en manos de Alemania.

### Acuerdo con la Entente y situación militar
El gobierno rumano firmó un tratado con los aliados el 17 de agosto de 1916 y declaró la guerra a Austria-Hungría el 27 del mismo mes, el día acordado con la Entente. Al día siguiente, Alemania declaró a su vez la guerra a Rumania, seguida del Imperio otomano el día 30 y de Bulgaria, el 1 de septiembre.
El Ejército rumano era bastante grande: estaba compuesto por seiscientos veinte mil hombres repartidos en veintitrés divisiones de infantería —diez regulares y trece de reserva—, dos de caballería y seis brigadas. Sin embargo, sus oficiales habían recibido escasa formación y los soldados estaban mal equipados; además más de la mitad de las tropas apenas habían recibido instrucción. El rápido crecimiento del Ejército durante la guerra había agudizado el antiguo problema de falta de adiestramiento tanto de los oficiales como de la tropa. Mijaíl Alekséyev creía que la entrada en la guerra de Rumania no sería una ventaja, sino una carga: alargaría el frente, permitiría que los alemanes acometiesen Rusia desde territorio rumano y no supondría ventaja militar alguna, pues creía que el Ejército rumano era mediocre. La entrada en guerra de Rumania también era probable que precipitase la acometida de Bulgaria, eventualidad que los rusos deseaban evitar, para no tener que combatir contra ella. El Estado Mayor ruso apreciaba la calidad de los soldados rumanos, pero no la de los oficiales, a los que creía anticuados. Paradójicamente, muchos de los altos mandos rumanos se habían formado en las escuelas militares francesas. La experiencia de combate del enemigo, curtido por al menos dos años de guerra mundial, era muy superior a la de los bisoños soldados rumanos. A la renuencia del alto mando ruso de enviar tropas a Rumania se unieron las malas comunicaciones entre los dos países: solamente existían dos líneas férreas de vía estrecha y ancho diferente —lo que obligaba a trasbordar la carga de unos trenes a otros—. Los rumanos tampoco contaban con los trenes necesarios para trasladar a las escasas tropas rusas que Alekséyev estaba dispuesto a enviarles. Por añadidura, los años de neutralidad se habían dedicado más a las mayores contrapartidas posibles a cambio de participar en el conflicto que a preparar al Ejército para ello.
El Ejército rumano se dividía en cinco grupos: el 4.º Ejército del general Aslan, que protegía el sector más septentrional de la frontera con Austria-Hungría, en los Cárpatos; el 2.º del general Averescu, algo más al sur, que cubría el tramo más meridional de los Cárpatos; el 1.º del general Presan, que defendía los Alpes de Transilvania; el 3.º del general Culcer, que protegía la frontera búlgara, tanto a lo largo del Danubio como en la Dobruya; y la reserva, situada junto a la capital. La reserva la constituían seis divisiones. De los cuatro ejércitos, el más débil era el 3.º, el situado al sur, pues en principio el país no pretendía entrar en guerra con Bulgaria y, si finalmente estallaba el conflicto con ella, el mando confiaba en que los ejércitos aliados del frente macedonio acometerían a los búlgaros y les impedirían atacar Rumania. Cuando finalmente se pactó con los Aliados la entrada en guerra, estos prometieron en efecto emprender una ofensiva desde Macedonia para contener a los búlgaros y refuerzos para la defensa de la Dobruya. El Ejército contaba con las prometidas ofensivas aliadas para impedir que los Imperios pudiesen concentrar sus ejércitos para aplastar Rumania.
La escasa industria rumana era insuficiente para garantizar el suministro de armamento del Ejército: apenas podía producir dos proyectiles diarios por cañón y un cartucho por fusil, lo que le obligaba a comprar la munición en el extranjero. Antes de la guerra, el grueso del armamento rumano provenía de Alemania y Austria-Hungría, pero el acercamiento paulatino de la Entente hizo que se tratase de obtener más armamento de esta. En 1911, por ejemplo, el Ejército había decidido hacer un pedido de obuses a la empresa francesa Schneider-Creusot, soslayando a la alemana Krupp. Se firmó un acuerdo de compra de armas a Francia en marzo de 1915, pero la entrega resultó muy complicada, en especial tras la invasión de Serbia en octubre de 1915, que cortó la ruta balcánica de envío. A partir de entonces, el armamento tenía que llegar de Rusia, bien desde el Ártico (Arcángel) o de Siberia (Vladivostok). El Ejército rumano dependía completamente de sus aliados occidentales para sus suministros de guerra —contaba con munición para dos o tres meses solamente— y del deficiente y saturado sistema de transporte ruso para su abastecimiento. Su armamento era además escaso (especialmente en ametralladoras, aviones y artillería). La Aviación contaba con un puñado de anticuados aparatos que rara vez estaban en condiciones de volar. Las divisiones alemanas y austrohúngaras contaban con más artillería y ametralladoras que las rumanas. Si un regimiento rumano tenía en media entre dos y seis ametralladoras, uno alemán o austrohúngaro disponía de cincuenta. Sus tropas, además, estaban mal entrenadas y equipadas y contaban con un cuerpo de oficiales deficiente. Las tácticas rumanas estaban, asimismo, anticuadas. Al menos un tercio de los soldados, que eran en su inmensa mayoría analfabetos, tenían que emplearse en mantener el suministro de las unidades, lo que reducía notablemente el tamaño real de estas. Así, de los ochocientos mil soldados llamados a filas, solo unos quinientos cincuenta mil servían en unidades operativas. El sistema ferroviario no facilitaba el envío de unidades y abastos a las fronteras y era incapaz de sostener al mismo tiempo el tráfico militar y el civil.
Además, el jefe del Estado Mayor alemán, general Erich von Falkenhayn, conjeturó que Rumania acabaría combatiendo del lado de la Entente y ordenó que se preparasen planes para lidiar con ella. Gracias a la ocupación previa del Reino de Serbia en 1915, el fracaso de las operaciones de la Entente en Grecia y a los intereses territoriales por Dobrogea, los ejércitos búlgaros y otomanos también estaban dispuestos a marchar contra Rumania. El alto mando alemán, no obstante, estaba seriamente preocupado por la posibilidad de que Rumania entrara en la guerra del lado de sus enemigos, como reflejó el propio Hindenburg:

Es cierto que un Estado tan relativamente pequeño como Rumania nunca antes había tenido un papel tan importante y, de hecho, tan decisivo en la historia mundial en un momento tan favorable. Jamás antes dos grandes potencias como Alemania y Austria se encontraron tan a merced de los recursos militares de un país que apenas cuenta una vigésima parte de la población de los dos grandes estados. A juzgar por la situación militar, era de esperar que Rumania no tenía más que avanzar donde quisiese para decidir la guerra mundial en favor de las potencias que habían estado lanzándose contra nosotros en vano durante años. Así, todo parecía depender de que Rumania estuviese dispuesta a hacer uso de su ventaja momentánea.

## Primeras operaciones: agosto-septiembre de 1916

### Planes militares rumanos
El plan de ataque rumano se preparó tardíamente, en junio y julio de 1916. Daba prioridad a la consecución de los objetivos políticos gubernamentales (la conquista de Transilvania) frente a las necesidades militares. Los dos frentes que debían defender los ejércitos rumanos eran más largos que los demás frentes de combate europeos (mil seiscientos kilómetros, novecientos de ellos en la frontera austrohúngara, comparados con los setecientos del frente occidental o los mil trescientos del oriental). Rumania pretendía emprender la ofensiva en Transilvania, enlazar con las fuerzas rusas al noroeste y mantenerse a la defensiva en la frontera búlgara. Las escasas defensas austrohúngaras debían favorecer la invasión rumana y un avance rápido una vez superadas las montañas de la frontera. La penetración en Transilvania no solo permitiría alcanzar el objetivo político de la anexión de la región, sino también el militar de acortar el frente con los austrohúngaros, muy largo si se fijaba en la frontera. El avance, si tenía éxito, debía alcanzar el río Tisza y privar a los austrohúngaros de sus principales zonas de producción agrícola. El mando rumano asignó cuatrocientos veinte mil soldados a la operación transilvana, tres cuartas partes de las tropas disponibles.
En el sur, se esperaba poder emprender ataques una vez concluida la ocupación de Transilvania para desbaratar cualquier veleidad de ofensiva búlgara mediante el corte del ferrocarril balcánico en la región de Niš, en la Serbia ocupada. Los rumanos esperaban contar con la decidida colaboración de los ejércitos de la Entente desplegados en Macedonia para estas operaciones en el sur. Además, esperaban la colaboración de unidades rusas que debían permitir abordar el avance en el noreste de Bulgaria y establecer un frente en la línea Ruse-Varna. En un principio, el frente sur quedaba defendido únicamente por ciento cuarenta y dos mil soldados. la mitad de ellos estaban en la Dobruya y la otra mitad, en la orilla norte del Danubio.

### Avance rumano en Transilvania

La invasión rumana de Austria-Hungría, agosto de 1916.

En la noche del 27 de agosto de 1916, tres ejércitos rumanos (1.º, 2.º y Del Norte) se desplegaron de acuerdo al plan de campaña (llamado «Hipótesis Z», que contenía también los objetivos políticos de la campaña), atacando Transilvania a través de los pasos de montaña de los Cárpatos. El 3.er Ejército debía cubrir el sur del país y proteger el avance en el norte, al que se destinarían el 80 % de las fuerzas disponibles —cuatrocientos mil soldados—. En Transilvania, cuatrocientos mil rumanos avanzaban contra el 1.er Ejército austrohúngaro, compuesto por treinta y cuatro mil soldados.
Los ataques lograron avances frente al débil 1.er Ejército austrohúngaro —al mando del general Arthur Arz von Straußenburg, más tarde jefe del Estado Mayor imperial—, que se retiró de las montañas. El 1.er Ejército rumano cruzó el paso de Vulcano en los Alpes transilvanos y se dirigió hacia el río Maros, Petroșani y Hermannstadt. El 2.º cruzó el puerto de Predeal y tomó Făgăraș y Brașov. El 4.º (o Ejército del Norte) trató de cruzar los puertos del norte de los Cárpatos para enlazar con el 9.º Ejército ruso. Los intentos de este por coordinar las operaciones con el ejército rumano contiguo fracasaron, pues los rumanos no deseaban operaciones conjuntas con los rusos, sino solo simultáneas, temiendo quedar sometidos a las órdenes del mando imperial. El 2 de septiembre, los rumanos dominaban los puertos de montaña de la frontera. Se apoderaron de las ciudades de Brașov, Făgăraș y Miercurea Ciuc en un tiempo relativamente corto y alcanzaron las afueras de Sibiu, donde el 1.er Ejército quedó detenido temporalmente. En los extremos del frente, los rumanos se apoderaron de Orșova y las Puertas de Hierro y de Vatra Dornei. La invasión rumana, que el Gobierno húngaro temía que desatase un alzamiento de la gran minoría rumana de Transilvania, suscitó el pánico en Hungría. La población de cultura rumana, en efecto, recibió con alborozo a las unidades rumanas, tenidas por libertadoras. Tuvo además dos consecuencias inmediatas y graves: reforzó a aquellos, encabezados por Mihály Károlyi, deseosos de que Hungría se separase del imperio y abandonase la contienda, a la que se culpaba de la posible pérdida de los territorios orientales, y acabó con las abundantes importaciones de cereal desde Rumania, que habían supuesto el 30 % del consumido por el imperio, sumido ya de por sí en una grave crisis alimentaria. Por entonces, no existía forma de sustituir el grano importado de Rumania. En lo militar, precipitó la creación de un mando militar único para toda la alianza, que quedó dominado por los militares alemanes (6 de septiembre).
Desde el comienzo, sin embargo, las unidades rumanas tuvieron problemas de abastecimiento, por las malas comunicaciones ferroviarias y por carretera entre Rumania y Transilvania. Preocupados por el suministro, los mandos limitaron la conquista al extremo suroriental de la región y ni siquiera tomaron Hermannstadt, que solo defendía la gendarmería. La declaración de guerra de Bulgaria el 31 de agosto frenó además la ofensiva rumana en Transilvania. La marcha rumana en Transilvania se detuvo el 8 de septiembre; esto hizo que la iniciativa militar pasase a los Imperios Centrales, al frente de cuyas tropas estaban dos de los mejores jefes militares alemanes. La lentitud del avance rumano y las primeras victorias en el frente búlgaro disiparon el gran temor que la entrada en guerra de Rumania había suscitado en los Imperios centrales.
La disposición de las unidades rumanas, pronto reducidas para sostener el frente sur con Bulgaria —el alto mando ruso se negó a enviar nuevas divisiones para reforzarlo—, era muy inadecuada: las unidades se hallaban cerca de los Cárpatos, pero más allá del límite de las líneas de suministro, aunque no lo suficientemente cerca de las líneas férreas para estorbar o impedir la concentración de fuerzas enemigas. La comunicación entre ellas era además deficiente, lo que complicaba que actuasen coordinadamente.

### Reacciones y consecuencias en los Imperios Centrales
Al principio, el nuevo frente transilvano contaba por parte de los Imperios Centrales únicamente con treinta y cuatro mil miembros de los cuerpos de guardafronteras, gendarmería y tropas de la reserva. Las defensas transilvanas eran, por tanto, débiles. En el sur, sin embargo, había grandes fuerzas búlgaras reforzadas por tropas alemanas, todas al mando del conquistador de Serbia, Von Mackensen. En un primer momento, en todo caso, la entrada en guerra sumió en el pesimismo a los mandatarios de los imperios, especialmente a los del austrohúngaro. Las condiciones acordadas entre la Entente y Rumania suponían el desmembramiento de Austria-Hungría, por lo que los austrohúngaros, pese a la renuencia de las autoridades civiles, tuvieron que descartar temporalmente la posibilidad de que se firmase una paz negociada y estrecharon la liga con Alemania, aunque esta deseaba retomar el hundimiento indiscriminado de barcos que suscitar la enemistad de los Estados Unidos. La falta de tropas para sostener un nuevo frente hizo además indispensable que Viena solicitase una vez más ayuda a Berlín. La entrada en guerra de Rumania también hizo que Erich von Falkenhayn perdiese finalmente la confianza del káiser, que entregó el mando militar a la pareja Von Hindenburg-Ludendorff, apoyada por el canciller Von Bethmann-Hollweg, que hasta entonces había pretendido en vano desplazar a Von Falkenhayn. El mando pasaba así a los extremistas, partidarios de la guerra a ultranza hasta el agotamiento del país o hasta la ansiada victoria; quedó eliminada la posibilidad de que se firmase una paz pactada con la Entente. En Alemania, se agudizó el militarismo con el advenimiento del nuevo mando militar, que estrechó el control gubernamental en todos los ámbitos. La guerra submarina, sin embargo, se pospuso ante la gravedad de la situación en el sureste europeo, que hacía desaconsejable acometer operaciones que pudiesen crear nuevos enemigos como Holanda.
El alto mando alemán ordenó el cese de las ofensivas en Verdún el 2 de septiembre para retirar tropas para el Somme y Rumania. Varias brigadas selectas de montaña tuvieron que abandonar los reñidos combates en el Isonzo para marchar al nuevo frente carpático. Los Imperios Centrales comenzaron a concentrar fuerzas para realizar un contraataque en Transilvania. Reunieron treinta y siete divisiones, veinte de ellas alemanas, que repartieron en tres grupos: en el norte, en torno a Kolozsvár, el 1.er Ejército austrohúngaro; en el sur, cerca de Petroșani, el 9.º alemán; entre los dos, un cuerpo de ejército de tropas alpinas alemanas. Contaban pues con seiscientos mil soldados para enfrentarse finalmente a los rumanos cuando estos optaron por coligarse al enemigo. Se organizaron en dos grupos de ejércitos, el norte y el sur. El primero estaba al mando del archiduque Carlos, heredero al trono austrohúngaro, y lo componían tres ejércitos: el 1.º austrohúngaro del general Arz von Straußenburg, 9.º alemán de Von Falkenhayn —jefe efectivo de las operaciones del grupo— y un ejército mixto austroalemán —no asignado al grupo de ejércitos, pero que combatió con él en la campaña rumana—. El Grupo de Ejércitos Sur, al mando de August von Mackensen, lo formaban el 3.er Ejército búlgaro del general Toshev, el LII Cuerpo de Ejército alemán y un cuerpo de ejército otomano. Este grupo en realidad era relativamente pequeño (diez divisiones de infantería y dos de caballería) y tenía verdaderamente el tamaño de un ejército.

### Lucha en el sur

#### Invasión búlgara de la Dobruya

Primeros ataques de August von Mackensen a Rumania desde Bulgaria, a principios de septiembre de 1916.

Mientras los ejércitos rumanos avanzaban en Transilvania, los Imperios Centrales contraatacaron en el sur, desde Bulgaria. El general alemán August von Mackensen, al mando de un ejército multinacional (varias divisiones búlgaras encuadradas en el 3.er Ejército, una brigada alemana y el IV Cuerpo de Ejército otomano compuesto de dos divisiones) se acercó a la Dobruya tras los primeros choques con los rumanos. Este ejército atacó hacia el norte desde territorio búlgaro desde el 3 de septiembre, tras dos días de bombardeos, manteniéndose en la orilla derecha del Danubio y dirigiéndose hacia Constanza. Von Mackensen había planeado un avance en tres columnas: una occidental que debía tomar las localidades ribereñas del Danubio de Turtucaia y Silistra, otra central que debía marchar hacia Dobrich y una tercera que, siguiendo la costa, conquistase el puerto de Balchik. Contaba con efectivos menores que las unidades rumanas a las que se iba a enfrentar, pero confiaba en que la sorpresa le permitiese batirlas.
La guarnición rumana de Turtucaia, rodeada por tropas búlgaras (reforzadas por una columna alemana) se rindió el 6 de septiembre, tras únicamente tres días de combates; los rumanos perdieron cerca de un cuarto de sus tropas en el frente sur —veinticinco mil soldados fueron hechos prisioneros— y se desencadenó una ola de pánico en la capital. Turtucaia se tenía por cuasi inexpugnable. El jefe de la fortaleza, que contaba con más soldados que los atacantes, había prometido en vano que Turtucaia sería el Verdún rumano. Silistra cayó en manos de Von Mackensen el 8 de septiembre, sin resistir. Sus soldados hicieron treinta mil prisioneros en los primeros días de combates. Tomaron Dobrich, que se hallaba en la línea férrea Bucarest-Varna, el mismo día 8. Los rumanos se retiraron hacia el norte, tratando de establecer dos líneas defensivas, cada vez más a septentrión de la región, sin conseguir empero detener la acometida enemiga hasta que Von Mackensen llegó a la línea Rasova-Kuzca-Tuzla, al sur de Constanza. En esta los rumanos consiguieron frenar el embate enemigo. Para ello, sin embargo, habían tenido que retirar tropas de Transilvania para enviarlas a la Dobruya.
Tras la caída de Turtucaia, plaza que el jefe de las tres divisiones rusas destacadas en la Dobruya, Andréi Zaionchovski, se negó a socorrer —se hallaba demasiado lejos para llegar antes de que cayese en poder del enemigo—, este recibió pese a todo el mando de todas las fuerzas de la región, agrupadas en el nuevo Ejército de la Dobruya. La tensión entre los mandos rumanos y rusos en la zona continuó a lo largo de todo el mes de septiembre.
Las victorias de Von Mackensen se vieron favorecidas por el incumplimiento por parte de la Entente de su compromiso de desencadenar una ofensiva en el frente de Salónica que aliviase o impidiese el ataque búlgaro y la insuficiencia de las tropas rusas destinadas al frente sureste. Estas, calculadas en unos cincuenta mil soldados, en realidad no sobrepasaban los treinta mil, de escasa calidad: Alekséyev había enviado una división de caballería cosaca, una rusa de infantería que estaba agotada y otra de serbios reclutados entre los prisioneros de guerra austrohúngaros. El plan rumano disponía que solamente la mitad de los 142 523 hombres destinados el frente sur se concentrarían en las áreas más expuestas al ataque búlgaro, permaneciendo la otra mitad en la orilla rumana del Danubio. El plan daba prioridad a la ocupación rumana de Transilvania, objetivo político, frente a los puramente militares, sin tener en cuenta la probabilidad de una ofensiva germano-búlgara como la que Von Mackensen había llevado a cabo.

#### Fallida contraofensiva rumana de Flămânda

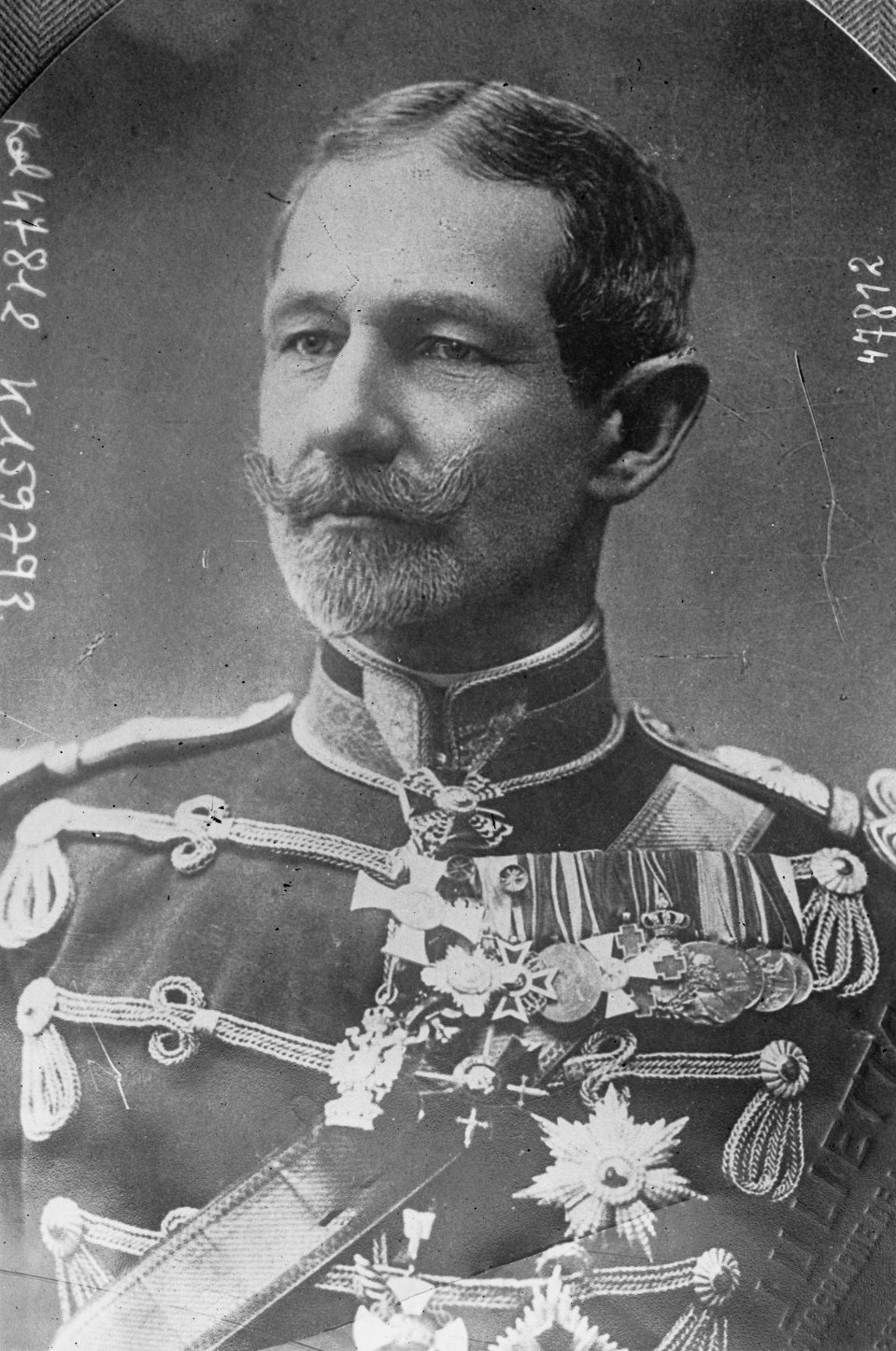
El general Alexandru Averescu, encargado de tratar de detener el avance enemigo por la Dobruya mediante la audaz, pero fallida Ofensiva de Flămânda. Más tarde mandó el 2.º Ejército y fungió brevemente de presidente del Gobierno a comienzos de 1918.

El Consejo de Guerra de Rumania decidió el 15 de septiembre suspender la ofensiva de Transilvania y concentrarse en destruir el grupo de ejércitos de Von Mackensen en el sur. El plan para llevarlo a cabo se denominó «Maniobra de Flămânda» y consistía en un ataque a la retaguardia de las fuerzas de los Imperios Centrales mediante el cruce del Danubio en Flămânda, coincidente con una ofensiva ruso-rumana en Dobruya hacia Cobadin y Kurtbunar. La mitad del Ejército rumano se concentraría en el sur, contra las fuerzas de Von Mackensen; se formaría un Grupo de Ejércitos Sur al mando del general Alexandru Averescu con quince divisiones. Las unidades rusas y rumanas gozarían de cierta ventaja numérica frente a las de Von Mackensen: 195 batallones, 55 escuadrones de caballería y 169 baterías frente a los 110, 28 y 72 de este.

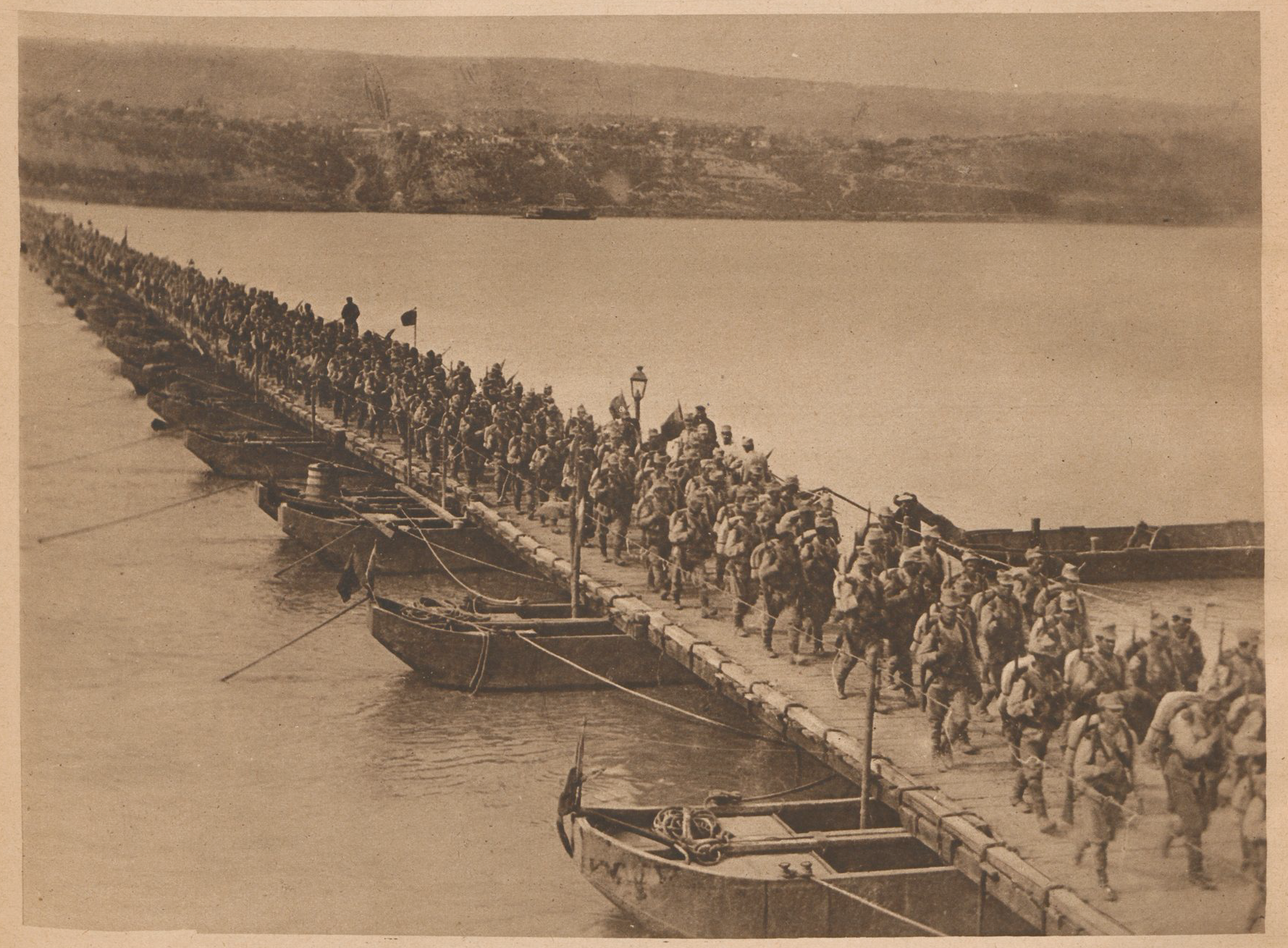
Tropas rumanas cruzando el Danubio a través de un puente de pontones, durante la fallida Maniobra de Flămânda (1-5 de octubre de 1916).

Dos divisiones rumanas lograron cruzar el río en Flămânda el 1 de octubre y establecieron una cabeza de puente de catorce kilómetros de ancho y cuatro de profundidad, algo que tomó al enemigo por sorpresa. El éxito se debió principalmente a que el jefe alemán del sector no esperaba un ataque rumano, pues estaba convencido de que las fuerzas enemigas se concentraban simplemente para defender la capital. La maniobra, sin embargo, no fue muy brillante: algunos de los pontones cedían ante el peso de los caballos y los cañones y algunas barcazas tenían vías de agua. El mismo día se desencadenó la ofensiva ruso-rumana complementaria en el frente de la Dobruya —donde Andréi Zaionchovski mandaba nueve divisiones y media, tres de ellas rusas— que no logró grandes progresos; la coordinación entre rusos y rumanos era mala. Precisamente el fracaso en abrirse paso en esta zona, junto con una fuerte tormenta en el Danubio la noche del 1 al 2 de octubre que dañó gravemente los pontones en Flămânda y la presencia de la flotilla austrohúngara, que impedía su reparación, convencieron a Averescu de la conveniencia de desistir y abandonar el plan. Los rumanos cejaron en la operación el 3 de octubre. Las fuerzas rumanas se replegaron a la orilla izquierda del Danubio a lo largo de los dos días siguientes, para participar en la defensa de Transilvania, donde el enemigo había desencadenado ya una peligrosa contraofensiva. Parte de las fuerzas de Zaionchovski también fueron enviadas al frente transilvano, pese a la oposición de este, que temía no poder defender su sector con menos tropas. Para el 5 de octubre, la fracasada maniobra había terminado. Zaionchovski optó por acortar el frente después de este revés, retirando sus divisiones a la línea Constanza-Cernavodă.

### Desavenencias entre rusos y rumanos
La cooperación entre rusos y rumanos fue muy deficiente. Los primeros, además de desmandarse en el campo, despreciaban a las fuerzas rumanas, que tildaban de primitivas e incapaces de librar una guerra moderna. Hubo casos de unidades rumanas que trataron de rendirse a los rusos, confundiéndolos con búlgaros. Pese a las repetidas peticiones rumanas de más hombres, los rusos se limitaron a enviar una división más a mediados de septiembre, y siguieron enfrascados en vano en conquistar Kóvel. El mando de las primeras divisiones rusas destacadas en Rumania recayó además en un oficial inadecuado, Andréi Zaionchovski, que trató por todos los medios de evitar el nombramiento y cuyo temperamento lo incapacitaba para la delicada misión de colaborar con los mandos rumanos.
El alto mando rumano solicitó repetidas veces que el 9.º Ejército ruso fuese reforzado y entrase en acción en el frente transilvano cuando los Imperios centrales desencadenaron la contraofensiva que expulsó a los rumanos de la región, pero Alekséyev, concentrado en los combates de Kóvel, se negó a enviar más hombres a Bucovina. Rehusó también despachar unidades para defender la larga frontera valaca, convencido de que los rumanos debían ser capaces de hacerlo por sí mismos y de que, en el fondo, la mejor línea de defensa era la de Moldavia. Sí envió refuerzos al 9.º Ejército, que debía haber atacado el flanco enemigo, pero que no lo hizo por la pasividad de los mandos del sector, que no abordaron la ofensiva que Alekséyev había esperado de ellos. El vecino 4.º Ejército rumano tampoco acometió al enemigo, sino que se retiró a toda prisa.
La logística conjunta también fue un continuo quebradero de cabeza, empeorado por la hostilidad mutua.
Los rusos apenas contribuyeron dos divisiones a la defensa de Bucarest de finales de noviembre y principios de diciembre de 1916, que además llegaron tardíamente y apenas combatieron. Al diferencia de Berthelot, que había aconsejado a los rumanos que tratasen de contraatacar en el Olt —operación que el cruce del Danubio por las fuerzas de Von Mackensen desbarató—, los rusos habían sugerido abandonar la capital y concentrarse en defender Moldavia, propuesta que los rumanos arrumbaron.

## El fracaso del ataque de los Aliados en Macedonia
El Gobierno rumano, sospechando que los búlgaros podrían utilizar su ataque a Transilvania para tratar de recuperar la Dobruya perdida en la segunda guerra balcánica con apoyo austro-alemán, solicitó el desencadenamiento de una ofensiva en el frente de Macedonia que impidiese a las Potencias Centrales concentrar sus tropas contra el sur de Rumania. El 17 de agosto de 1916 se firmaba en Bucarest un acuerdo que comprometía a la Entente a llevar a cabo tal ofensiva, aunque con gran reticencia británica. El ejército aliado desplegado en el norte de Grecia era exiguo para abordar una ofensiva de importancia.
El ataque estaba previsto para el 20 de agosto, pero el propio día 17 los búlgaros atacaron las líneas de la Entente en Macedonia, lo que retrasó la ofensiva prometida al Gobierno rumano hasta el 12 de septiembre de 1916. Se apoderaron de Flórina. Una vez iniciado el 10 de septiembre, el embate aliado obtuvo un éxito notable: alcanzó Monastir el 2 de octubre y lo tomó el 11 de noviembre. La falta de reservas no permitió un avance mayor hasta 1918 y, en cualquier caso, el ataque no impidió que Rumania fuese efectivamente acometida por el norte y por el sur y no tuvo consecuencias en la campaña rumana.

## La contraofensiva de las Potencias Centrales (septiembre-diciembre de 1916)

### Concentración de fuerzas y recuperación de Transilvania

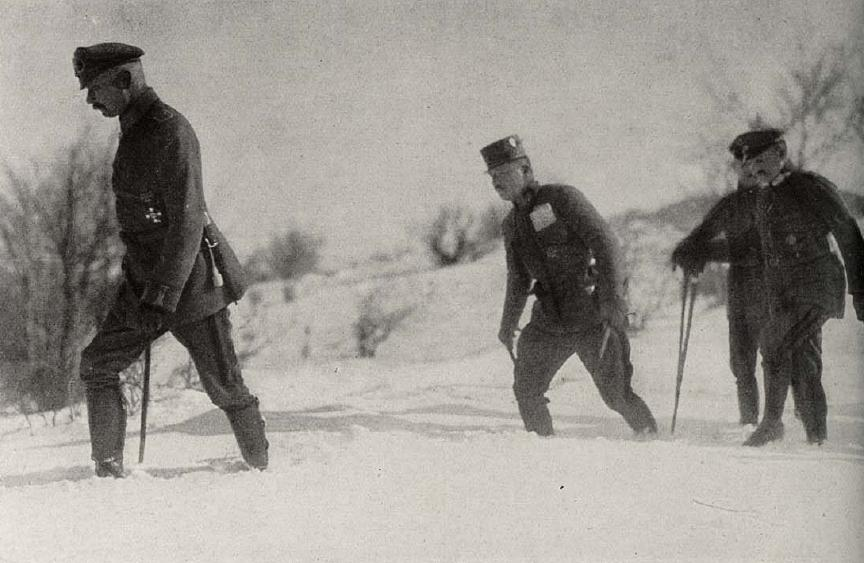
El general alemán Von Falkenhayn, en el frente transilvano. Von Falkenhayn quedó a cargo de las divisiones de los Imperios Centrales encargadas de recuperar Transilvania y atacar Rumania desde el norte.

Los austro-germanos lograron concentrar en el sureste tantas tropas como las de todo el Ejército rumano en tres semanas gracias al excelente uso que hicieron de los ferrocarriles. Mil quinientos trenes, la misma cantidad que los austrohúngaros habían empleado durante la movilización contra Rusia en 1914, atravesaron Hungría para llevarlas hasta el nuevo frente. Los ferrocarriles permitieron concentrar doscientos mil soldados en Transilvania —la mitad de ellos, alemanes— para la tercera semana de septiembre. La reunión de los ejércitos que debían reconquistar el territorio transilvano concluyó el 25 de septiembre.

El contraataque de los Imperios centrales, septiembre-octubre de 1916. Los rumanos perdieron los territorios conquistados en Transilvania y el frente se fijó en la frontera montañosa. En el sur, la Dobruya meridional quedó en manos de las fuerzas de August von Mackensen.

La retirada de fuerzas rumanas de Transilvania para emplearlas contra las unidades búlgaras en el sur en la fallida ofensiva de Flamanda dejó a los rumanos en inferioridad ante los Imperios Centrales: estos contaban ya con doce divisiones frente a las diez de los rumanos. Las divisiones rumanas no habían aprovechado los preparativos del enemigo para desbaratarlas, limitándose a realizar tímidos avances contra poblaciones de interés secundario en vez de asestar un golpe decidido a las unidades de los Imperios Centrales que se preparaban para abordar la contraofensiva en Transilvania. Los rusos, por su parte, se negaron a colaborar en posibles ataques a las unidades que se reunían para la contraofensiva.
El mando supremo de la campaña de los Imperios Centrales lo ostentaba entonces Von Falkenhayn (que acababa de ser destituido como jefe del Estado Mayor alemán) que emprendió el contraataque en Transilvania el 18 de septiembre. El plan de Von Falkenhayn, dividido en cuatro fases, tenía como meta la conquista de la capital rumana. En la primera fase, se debía expulsar a los ejércitos rumanos de Transilvania; a continuación, había que penetrar en Valaquia por los puestos de los Alpes transilvanos; luego se verificaría una serie de ataques en el sur, en la Dobruya y en Danubio, para que seguidamente los ejércitos del norte y los del sur pudiesen realizar una maniobra de pinza; finalmente, sus fuerzas ocuparían el resto de la llanura de Valaquia y Bucarest. El grueso de los ejércitos rumanos quedaría además embolsado si se cumplían los planes.
El primer asalto lo sufrió el 1.er Ejército rumano cerca de la ciudad de Hațeg, que detuvo su avance. El 9.º Ejército alemán se encargó que hacerlo retroceder. Von Falkenhayn logró separar el flanco derecho del 1.er Ejército rumano del izquierdo del 2.º, situado más al norte, el 25 de septiembre. La batalla por Sibiu entre el 26 y el 28 se disputó. El repliegue rumano, que fue muy confuso, comenzó el 29. Los rumanos se replegaron siguiendo el río Olt. Derrotados, los rumanos se retiraron a las montañas y tropas alpinas alemanas ocuparon el puerto de Turnu Roșu. El 30 los austro-alemanes habían logrado vencer al grueso de las unidades del 1.er Ejército rumano, recuperaron Făgăraș y empezaron a atacar el flanco izquierdo del 2.º Ejército enemigo. Recobraron Petroșani y sus alrededores el 3 de octubre.
Los austro-alemanes recuperaron Brasov el día 9; los rumanos lo habían evacuado el día anterior. Atacaron el puerto de Predeal y obligaron al 2.º Ejército a replegarse a los Alpes transilvanos. El 4.º Ejército rumano, en el norte del país, se retiró sin mucha presión de las tropas austrohúngaras, de modo que el 6 de octubre el ejército rumano se encontraba de regreso en sus fronteras en todo el frente.
El alto mando rumano retiró unidades del sur y volvió a enviarlas al norte de la región para bloquear los puertos de montaña y evitar la penetración de Von Falkenhayn en Valaquia, objetivo que logró durante el resto de octubre. Von Falkenhayn no consiguió franquear el estratégico puerto de Predeal, el más cercano de Bucarest, hasta comienzos de noviembre. Pese a la robustez de las defensas fronterizas rumanas, a principios de octubre, en dieciocho días de campaña, Von Falkenhayn había cumplido la primera fase de sus planes ofensivos: expulsar a los ejércitos rumanos de Transilvania.

### Nuevos avances de Von Mackensen en la costa y llegada de refuerzos rusos

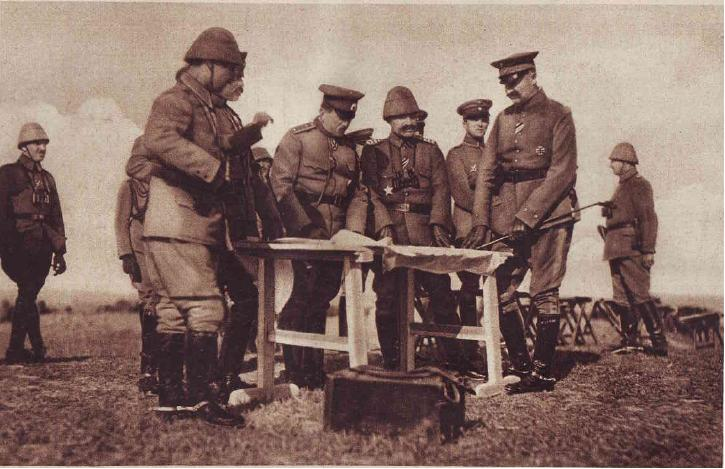
El general búlgaro Toshev y el otomano Hilmi Pașa contemplan los combates en los alrededores de Medgidia. Las unidades búlgaras y otomanas formaban parte del Grupo de Ejércitos Sur que mandaba August von Mackensen.

En el frente búlgaro, el general Von Mackensen lanzó una nueva ofensiva el 21 de octubre, después de un mes de preparativos minuciosos, y su ejército, formado principalmente por unidades búlgaras y árabes, derrotó a las tropas ruso-rumanas de Zaionchovski, que se retiraron en desbandada. Este mandaba las dos divisiones de infantería y una de caballería, que Alekséyev había enviado a Rumania, además de las unidades rumanas del sector —mediocres, tanto la tropa como muchos de los oficiales—. La retirada permitió a Von Mackensen cortar el ferrocarril que unía Constanza, el principal puerto rumano, con el interior del país. Los rusos ordenaron a los rumanos destruir el puerto, pero estos prefirieron entregarlo al enemigo con las grandes cantidades de petróleo y cereal que en él se hallaban antes que verlo arrasado. Por su parte, la flotilla rusa que debía colaborar en la defensa del puerto simplemente se retiró, abandonando a su suerte a las unidades rumanas de la ciudad. Esta fue ocupada por las tropas enemigas el 22 de octubre. Tras la caída de Cernavodă, la defensa de la Dobruya no ocupada por el enemigo quedó en manos de los rusos, que fueron retirándose paulatinamente hacia las marismas del delta del Danubio. El mando ruso, decepcionado con Zaionchovski al igual que el rumano, lo sustituyó por el general Vladímir Sajárov.
La desmoralización y falta de abastos de los rusos permitió entonces a Von Mackensen transportar secretamente a la mitad de sus tropas de vuelta a Svishtov, en Bulgaria, para preparar el cruce del Danubio. A finales de octubre, casi toda la Dobruya se hallaba en manos de los Imperios Centrales y Bucarest casi estaba aislada de la costa. Las unidades de Von Mackensen comenzaron a cruzar el Danubio el 27 de octubre. La línea Cobadin-Constanza quedó sostenida por escasas fuerzas, mientras la mayoría marchaba al sur para cruzar el Danubio y formar el brazo meridional de la pinza que debía permitir la conquista de Bucarest.
Cuando Von Mackensen se acercó al delta del Danubio y por tanto a territorio ruso, la Stavka por fin reaccionó y comenzó a asignar grandes unidades al frente rumano: primero se mandó el 8.º Ejército, luego otro que, junto con el primero, formó el nuevo Ejército del Danubio, al mando de Sajárov; por fin, se envió también el 4.º. En noviembre, los rusos trasladaron al sur treinta y seis divisiones de infantería y once de caballería, lo que produjo la saturación de las escasas líneas férreas. El despliegue no se completó hasta mediados de diciembre. Pese a las dificultades y la lentitud, la llegada de nuevas unidades detuvo el avance búlgaro a lo largo de la costa. Los rumanos volaron además el importante puente que comunicaba Constanza con el interior del país, para estorbar el cruce del Danubio desde el este.

### Ruptura del frente carpático

Operaciones militares en Rumania entre noviembre de 1916 y enero de 1917. Los ejércitos de los Imperios Centrales se apoderaron de la Dobruya y de Valaquia y obligaron al Gobierno y al ejército a refugiarse en Moldavia.

Los rumanos defendieron encarnizadamente sus posiciones en las montañas durante todo el mes de octubre. Los intentos austro-alemanes de penetrar en Moldavia a través del ancho valle del río Oituz fracasaron; los rumanos obligaron al enemigo a retroceder en una serie de reñidos combates disputados entre el 18 y el 27 de octubre. En el suroeste, los intentos de cruzar los Alpes transilvanos a lo largo del río Jiu también fracasaron (23-28 de octubre).
En el frente transilvano, las fuerzas de Von Falkenhayn realizaron amagos de atacar los pasos de montaña defendidos por los rumanos para localizar posibles puntos débiles. Tras varias semanas, el general alemán concentró sus mejores tropas, el Alpen Korps —formado por cuatro divisiones de infantería y dos de caballería—, en el sur, para atacar el paso de Vulcan. Había recibido cuatro nuevas divisiones venidas de otros frentes, pese a los reñidos combates que se estaban disputando en casi todos ellos. Los austro-germanos se apoderaron de los puertos occidentales de la cordillera a principios de noviembre. Las unidades del 9.º Ejército arrebataron a los rumanos el puerto de Vulcan, el peor defendido —lo protegía una única división—, el día 11. A continuación, avanzaron a lo largo del río Jiu hacia el interior de la llanura valaca; en Târgu Jiu vencieron el 17 al 1.er Ejército rumano, que se retiró desordenadamente. El avance alemán amenazaba la retaguardia de las unidades rumanas que todavía defendían la frontera; los austro-alemanes se apoderaron de Craiova, importante nudo de comunicaciones de la Valaquia occidental, el 21 de noviembre. A continuación, las unidades alemanas se dividieron en dos: parte avanzó hacia el sur y parte hacia el este, despejando entre los dos grupos la orilla izquierda del Danubio hasta la desembocadura del río Olt. Los invasores habían alcanzado la llanura valaca a mediados de mes y un cuerpo de caballería se encargó de despejar la ladera sur de los puertos para facilitar el avance. Los intentos de frenar la invasión en el Olt resultaron infructuosos ante la superioridad numérica y de armamento de los austro-alemanes. Las unidades rumanas trataron de reorganizarse y detener el avance hacia la capital a lo largo del último obstáculo de importancia que tenía que cruzar el enemigo, el río Argeș.

### Cruce del Danubio y conquista de Bucarest

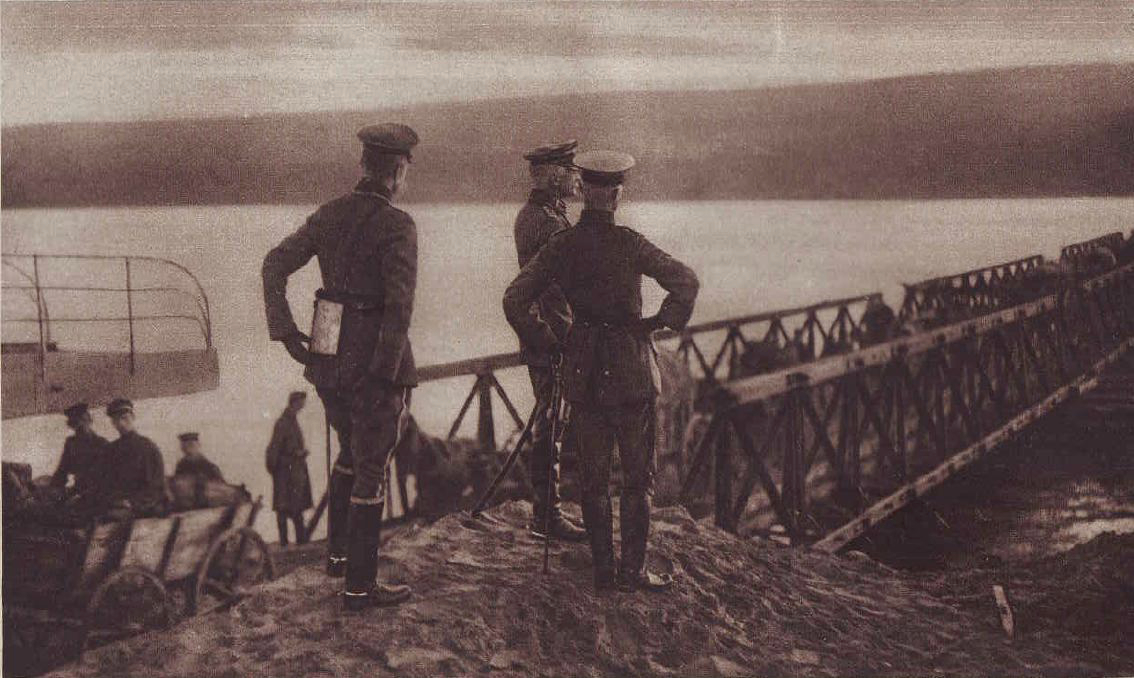
Von Mackensen observa a sus tropas cruzando el Danubio en noviembre de 1916, durante el avance hacia Bucarest.

Las mejores tropas de Mackensen —tres divisiones de infantería— cruzaron el Danubio en dos lugares cerca de Svishtov el 23 de noviembre. El grueso de las fuerzas rumanas se hallaba en el norte de Oltenia, tratando de frenar a las de Von Falkenhayn. Los cuarenta batallones y ciento ochenta y ocho cañones de los atacantes superaban en número a los dieciocho batallones y cuarenta y ocho cañones de los defensores rumanos. Este ataque sorprendió a los rumanos —que esperaban el ataque por Silistra— y el ejército de Von Mackensen pudo avanzar velozmente hacia Bucarest, encontrando una resistencia escasa. Pese al peligro que entrañaba cruzar el gran río tanto por su anchura como por su abundante caudal y los pantanos que cubren amplias zonas de la orilla septentrional, los rumanos no aprovecharon la oportunidad para batir a las divisiones de Von Mackensen. El primer contacto con unidades del Grupo de Ejércitos Nortese verificó el día 27. Tras superar el Danubio, las unidades del Grupo de Ejércitos Sur se encontraba a tan solo sesenta kilómetros de Bucarest.

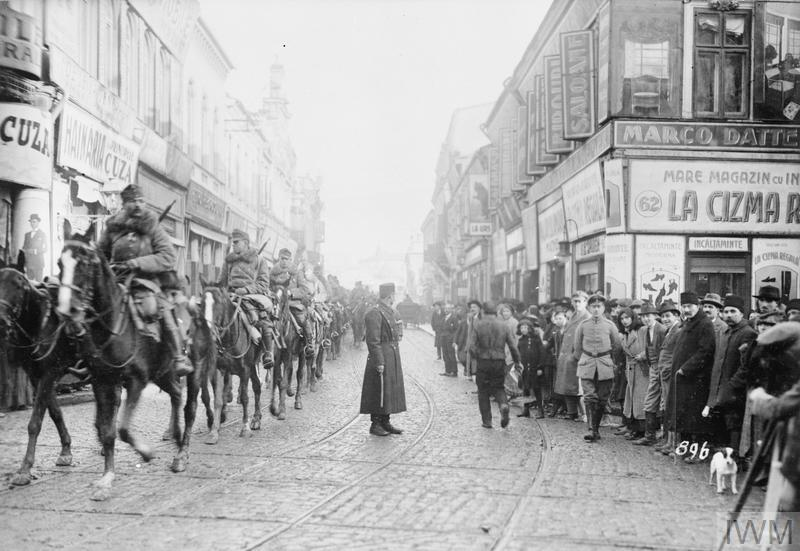
La caballería del general Von Falkenhayn entra en Bucarest.

El 29 de noviembre, tanto Von Mackensen como Von Falkenhayn amenazaban la capital. Los franceses solicitaron tropas a los rusos para proteger la capital rumana, pero, dado que los rumanos no podían enviar los trenes suficientes para transportarlas, se abandonó este plan. El ataque de Mackensen amenazaba con aislar la mitad del ejército rumano, por lo que el jefe del Estado Mayor rumano (el recientemente ascendido general Prezan) ordenó un desesperado contraataque contra el enemigo siguiendo el plan del jefe de la misión militar francesa en Rumania, Henri Berthelot, que había sido el jefe del Estado Mayor de Joseph Joffre durante la primera batalla del Marne. El plan era audaz y empleaba todas las reservas del ejército rumano, pero requería la cooperación de las divisiones rusas para contener la ofensiva de Von Mackensen mientras la reserva rumana ocupaba la brecha entre este y Von Falkenhayn. Sin embargo, el ejército ruso no aprobó el plan y no apoyó el ataque. Solamente ante una petición del rey al zar se logró que tropas rusas acudieran a la defensa de la capital, pero en escaso número —dos divisiones— y muy lentamente; apenas participaron en los combates en torno a la urbe. Alekséyev creía que la región no podía defenderse y solo deseaba proteger Moldavia, por lo que apenas envió un cuerpo de caballería a la capital rumana.
Pese a todo, el ejército rumano siguió adelante con la ofensiva el 1 de diciembre. El ataque sucumbió tras tres días y los rumanos se retiraron en todas partes; los invasores habían vencido en los combates del Argeș (30 de noviembre-3 de diciembre) y tenían expedito el camino a la capital rumana. Las divisiones de Von Falkenhayn se reunieron con las de Von Mackensen el 4 de diciembre, tras la batalla del Arges. El Gobierno rumano y la corte se trasladaron a Iași. La caballería de Von Falkenhayn ocupó Bucarest el 6 de diciembre, para entonces inerme. Von Mackensen alcanzó la ciudad al día siguiente. Las lluvias y las carreteras terribles fueron lo único que salvó a los restos del Ejército rumano, que sufrió la captura de ciento cincuenta mil de sus soldados, quedando únicamente setenta mil listos para formar parte del nuevo frente de los quinientos sesenta mil movilizados. La retirada rumana se convirtió en una desbandada, mezclándose los soldados con los refugiados que huían de los ejércitos invasores. La marcha en medio del invierno glaciar supuso un calvario para la población; al frío se sumaron el hambre y el tifus, que causaron copiosas víctimas. Expertos británicos y franceses se encargaron de volar los pozos petrolíferos, para impedir que pudiese explotarlos el enemigo. Sajárov evacuó la Dobruya el 21 de diciembre.

### Fin del avance de los Imperios Centrales y estabilización del frente en el Seret

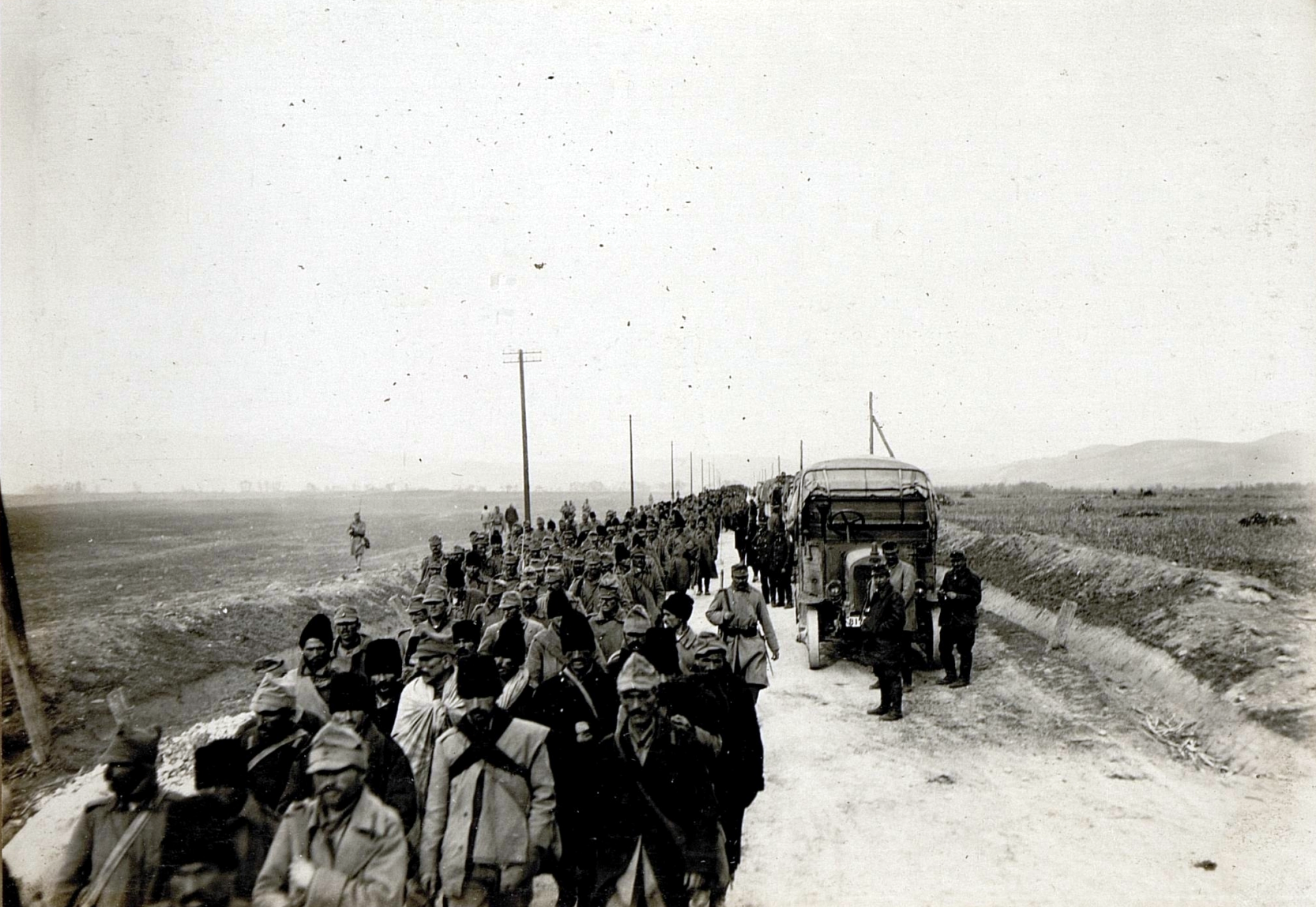
Columna de prisioneros rumanos marchando en dirección a Petroșani en noviembre de 1916. El descalabro de la campaña de 1916 le costó al Ejército rumano varios cientos de miles de hombres.

Las unidades rumanas fijaron una nueva línea defensiva en el río Seret, que se completó el 5 de enero, con gran ayuda rusa. Casi simultáneamente alcanzó la línea la vanguardia de Von Falkenhayn. El frente se estabilizó a lo largo del Danubio y del Seret el 10 de enero. Las tropas de los Imperios pasaron a la defensiva el día 20, dando por concluida la campaña. Se habían adueñado del puerto fluvial de Braila y del núcleo de comunicaciones de Focșani en las últimas operaciones.
La contraofensiva de 1916 fue una hazaña impresionante para el ejército alemán y sus generales Von Falkenhayn y Von Mackensen. El general Vincent Esposito sostiene que el alto mando de Rumania cometió graves errores estratégicos y operativos:

Militarmente, la estrategia de Rumania no podía haber sido peor. En la elección de Transilvania como objetivo inicial, el ejército rumano despreciaba al ejército de Bulgaria situado a su retaguardia. Cuando el avance a través de las montañas se detuvo, el alto mando se negó a ahorrar fuerzas en ese frente para permitir la creación de una reserva móvil con la contrarrestar los ataques posteriores de Von Falkenhayn. En ninguna parte del frente lograron los rumanos concentrar sus fuerzas lo suficiente como para alcanzar la superioridad necesaria.

En efecto, el alto mando carecía de planes de operaciones detallados, no supo coordinar adecuadamente a las unidades de los distintos frentes y las trasladó de uno a otro de forma improvisada, mermando las capacidades operativas del ejército. La falta de armamento y de industria para producirlo y la bisoñez de la tropa y de los oficiales contribuyeron también al fracaso de la campaña de 1916. La Entente también contribuyó a ello. La fallida ofensiva en el frente macedonio no cumplió con las expectativas rumanas de garantizar su seguridad ante un posible ataque búlgaro. Esto imposibilitó que pudiese rematar con éxito su ofensiva en Transilvania, ya que obligó a Rumania a detraer parte de las tropas de esta ofensiva para defender la Dobruya. Además, los soldados rusos no alcanzaron los doscientos mil inicialmente solicitados por los rumanos. Las sucesivas derrotas en la Dobruya parecen haberse debido tanto al mediocre mando ruso como a la escasa calidad de las tropas, tanto rusas como rumanas, destinadas a esta parte del frente. En el frente norte, el 9.º Ejército ruso tardó demasiado en atacar a los austrohúngaros para que su acción fuese de utilidad a los rumanos, pero el Ejército del Norte rumano, contiguo, se portó de forma mediocre. El transporte entre Rusia y Rumania tampoco fue eficaz, tanto por problemas técnicos como por las continuas disputas entre ambos países.
Dos tercios del territorio rumano había quedado en manos de los Imperios Centrales tras una campaña que había durado ciento veinte días; únicamente setenta mil soldados rumanos quedaban guardando un frente de treinta kilómetros, de los cuatrocientos cincuenta mil que habían entrado en combate; asimismo, el ejército ruso se había visto obligado a destinar un millón de hombres a sostener el resto del frente. En efecto, los rusos tuvieron que enviar numerosas divisiones a la zona fronteriza para evitar una invasión del sur de Rusia y sostener a Rumania; la tardía llegada de estas tropas detuvo finalmente el avance de los Imperios Centrales en el Siret en enero de 1917. Treinta y seis divisiones de infantería y once de caballería, además de las tres enviadas al comienzo de la campaña, hubieron de destinarse para sostener el frente rumano. Esto suponía el 23 % de las unidades de infantería y el 37 % de las de caballería del frente ruso. Más de medio millón de soldados rusos tuvieron que desplegarse para proteger al Gobierno rumano refugiado en Moldavia. Los rusos hubieron de ocuparse de casi todo el frente rumano, transformado en continuación meridional del ruso. Para los rusos, la entrada en guerra de los rumanos les supuso un contratiempo, pues debilitó el frente al alargarlo. El ejército rumano continuaba luchando, pero dos tercios de Rumania se hallaba bajo ocupación alemana.
La rápida victoria sobre Rumania dividió aún más a las autoridades civiles y militares alemanas: para las primeras, suponía en momento ideal para proponer que se negociase la paz; para las segundas, el de renovar las operaciones militares a ultranza para alcanzar la victoria y desatar de nuevo la guerra submarina indiscriminada.

## Resistencia en Moldavia (1917)

### Ocupación y explotación de Valaquia, penuria en Moldavia

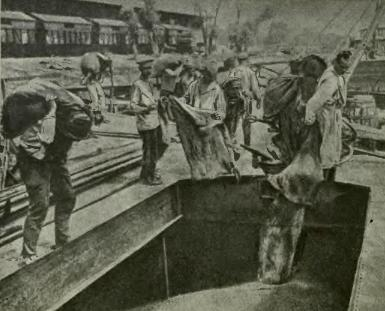
Carga de cereal rumano con destino a Alemania durante la ocupación del país.

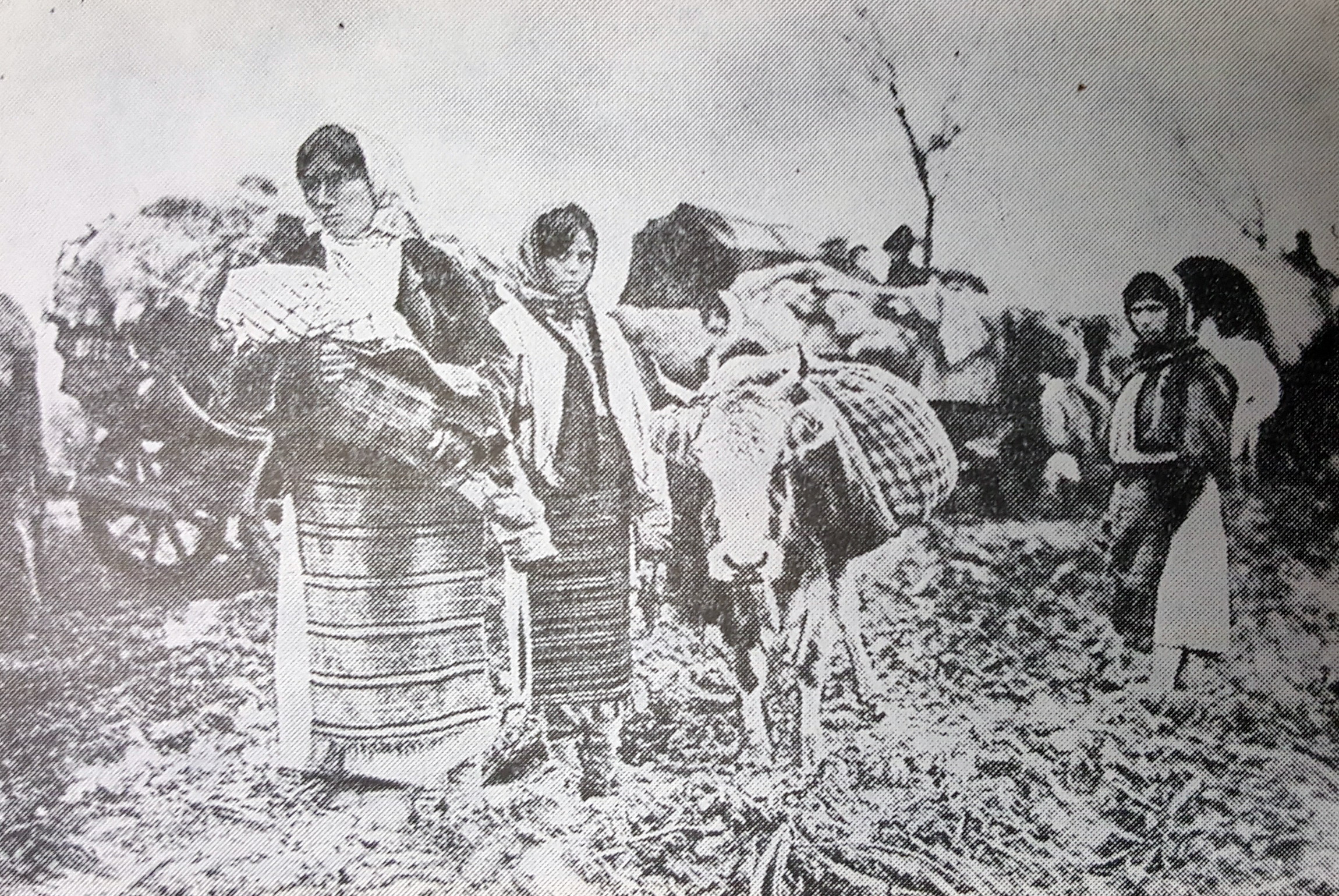
Refugiados rumanos en Moldavia. La región tuvo que acoger en torno a un millón de ellos tras la ocupación del resto del país por los Imperios centrales.

La explotación económica del territorio era una meta fundamental para los imperios, que sufrían para entonces una aguda crisis alimentaria. Los Imperios obtuvieron gran cantidad de suministros de la zona ocupada, que les permitió continuar combatiendo hasta 1918, pese al bloqueo de la Entente: entre otros, más de mil toneladas de petróleo, dos mil de cereal, doscientas mil de madera, cien mil vacas y doscientos mil cabras y cerdos. Los ocupantes también se llevaron gran parte del material rodante rumano. Pese a ello, militarmente supuso un esfuerzo añadido, pues tenían que defender un nuevo frente, puesto que el ejército rumano seguía combatiendo en Moldavia pese a la grave derrota. Los dos años de ocupación arruinaron la economía nacional y hundieron el valor de la divisa, con pleno conocimiento de las autoridades, que se concentraron en explotar el país.
Las bajas rumanas de los combates de 1916 se cifran en alrededor de doscientas cincuenta mil (incluidos cien mil prisioneros de guerra), un tercio de las que habían comenzado la campaña apenas unos meses antes. Apenas cien mil de los otros doscientos cincuenta mil que habían participado en los combates estaban todavía encuadrados en unidades operativas. El Ejército había perdido también abundante armamento (dos tercios de las armas personales, la mitad de las ametralladoras y un cuarto de la artillería).
En Moldavia se hacinaban un millón de refugiados y otro millón de soldados rusos, lo que hizo que la población de la región se doblase y hubiese problemas para alojar a unos y otros. Iași decuplicó su población hasta los seiscientos mil habitantes. Las regiones agrícolas más ricas y los principales centros industriales habían caído en poder del enemigo. El sistema ferroviario de Moldavia estaba sumido en el caos y faltaban carreteras para facilitar el abastecimiento de los ejércitos. La falta de alojamientos adecuados, la escasez de comida —las cosechas de Valaquia habían quedado en manos del enemigo— y de ropa de abrigo coadyuvaron en la extensión de enfermedades, en especial, del tifus exantematico, que se entendió por la región en el invierno.
Para los rusos, la derrota rumana hizo que se esfumase la ilusión de la victoria y agudizó la crisis política creada por el descontento por la larga contienda, que precipitó la Revolución de Febrero que acabó con la monarquía. Tuvo como consecuencias inmediatas el relevo de Borís Shtiúrmer, que perdió la Presidencia del Gobierno, y de Mijaíl Alekséyev, que dejó el mando del Ejército. En Francia, el descalabro determinó la destitución de Joseph Joffre del mando militar y, poco después, en marzo de 1917, la caída del Gobierno Briand. En el Reino Unido, la crisis rumana también precipitó un cambio de Gobierno, cuya presidencia pasó de Herbert Henry Asquith a David Lloyd George  al día siguiente de la caída de Bucarest. Todas estas consecuencias tenían causas diversas, pero en todas desempeñó un papel catalizador la derrota de Rumania.

### Reformas políticas y militares

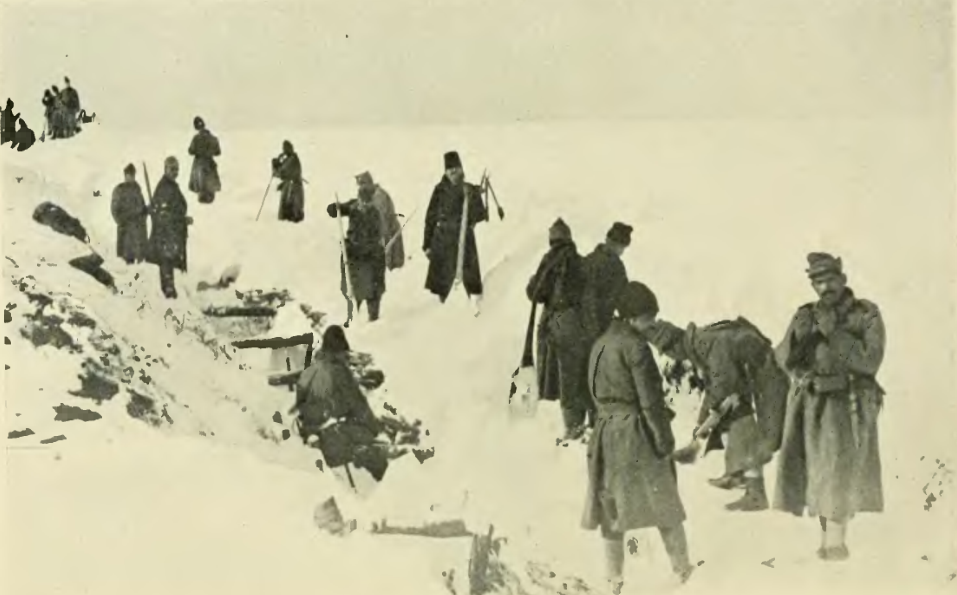
Trincheras rumanas.

Ion Brătianu formó un nuevo Gobierno con algunos conservadores-demócratas el 24 de diciembre de 1916, con el objetivo de afrontar el descalabro militar. Los conservadores decidieron no entrar en el nuevo gabinete que, preocupado por la situación militar y social, se preparó para acometer reformas agrarias y electorales para evitar posibles revueltas. La Revolución de Febrero en Rusia, que alarmó al Gobierno, favoreció estos planes. El 5 de abril, el rey prometió a las tropas tierras y derecho al voto cuando terminase la contienda, anuncio que fue bien recibido por los soldados. Brătianu presentó los proyectos de ley de reforma agraria y de extensión del sufragio, que debía permitir por primera vez votar a las masas campesinas, el 6 de mayo. Las leyes se promulgaron a finales de julio, tras ser aprobadas apresuradamente por la grave situación social y pese a requerir cambios en la Constitución nacional.

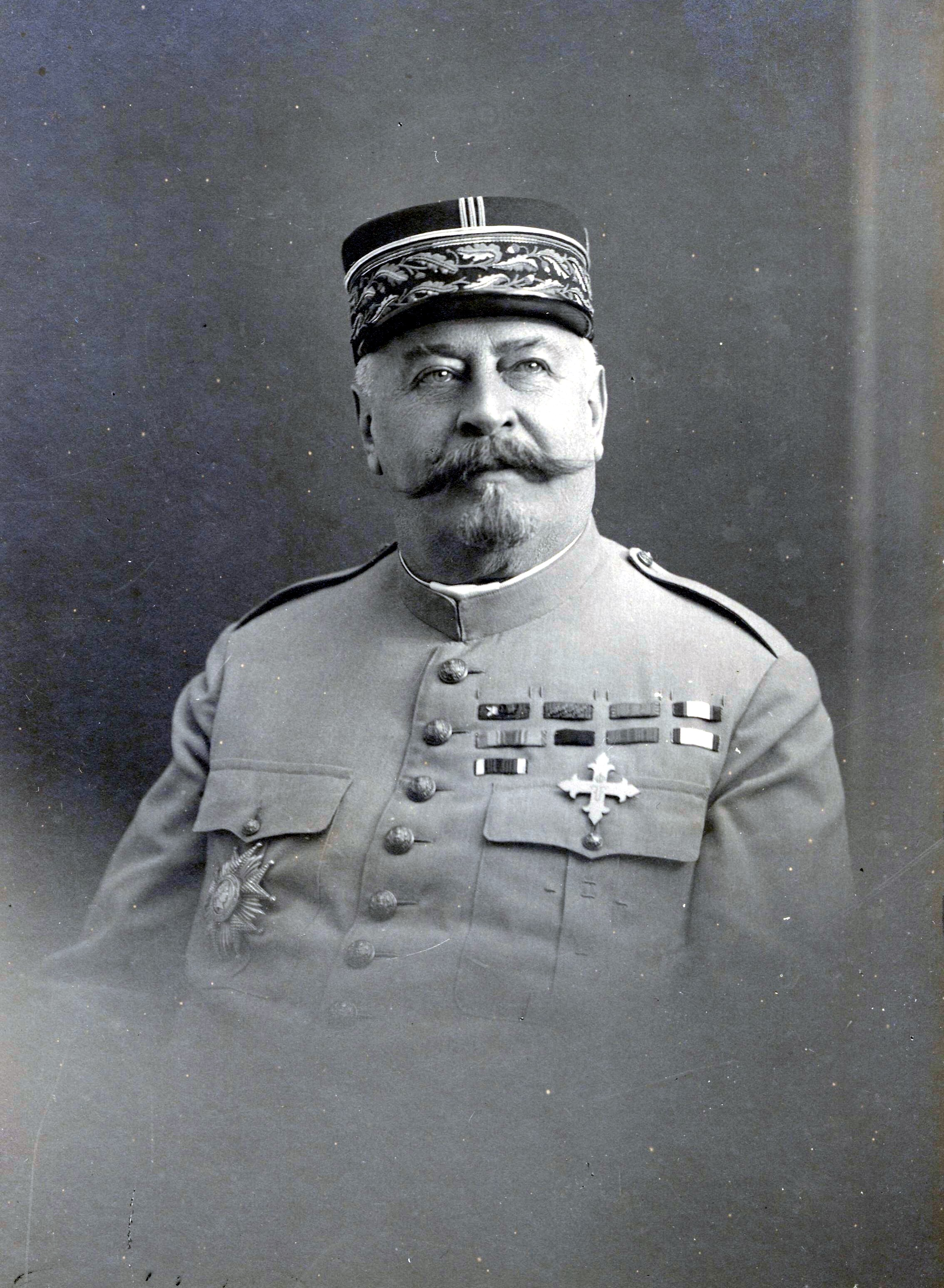
El jefe de la misión militar francesa, que tuvo un papel notorio en la reorganización del derrotado Ejército rumano durante el primer semestre de 1917: el general Henri Mathias Berthelot.

La derrota de Rumania en 1916 frustró sus pretensiones de gran potencia y de igualdad en las reuniones de la Entente. El país no fue invitado a la conferencia de Roma de enero de 1917, en la que los Aliados trataron las futuras operaciones en el frente macedonio y sobre las posibilidades de firmar una paz separada con los austrohúngaros. Tampoco lo fue a la siguiente reunión celebrada en Petrogrado en febrero y solo se permitió la presencia de Brătianu tras gran resistencia y únicamente para los asuntos que el resto de aliados creía de interés para el Gobierno rumano. La caída de la monarquía en Rusia en marzo y los deseos británicos de tratar la paz con Austria-Hungría fueron perjudiciales para los intereses políticos rumanos, pues pusieron en cuestión las concesiones obtenidas en el tratado de agosto del año anterior. Brătianu, que visitó Rusia a principios de mayo, trató de mantener la coordinación con el nuevo Gobierno provisional ruso y garantizar que el país vecino seguiría enviando armamento a Rumania.
Cuando se detuvo la invasión de los Imperios centrales a comienzos de 1917, el Ejército rumano apenas contaba con cien mil soldados organizados en unidades, treinta mil de ellos en el frente. Se los incluyó en el 2.º Ejército de Averescu, en seis divisiones agotadas y desanimadas y solo defendían treinta y cinco kilómetros de la frontera de los Cárpatos, sostenidos en los flancos por dos ejércitos rusos. La situación militar era tan desesperada que se sopesó retirar los restos del ejército a Rusia o incluirlos en las Fuerzas Armadas rusas. Rusia tuvo que asumir la defensa de cuatrocientos cincuenta kilómetros de frente, con un millón de soldados (la mitad en la retaguardia).
La reorganización del ejército se llevó a cabo a lo largo del invierno de 1916-1917, pese a las graves pérdidas de hombres y material sufridas el año anterior, la escasez de transporte por la falta de bestias de tiro y la aparición de una epidemia de tifus. La estación y el agotamiento de los contendientes facilitó el proceso, que concluyó en junio de 1917. Ya se había creado un mando único para el frente rumano en diciembre de 1916, encabezado teóricamente por el rey y el general ruso Sajárov, al que en mayo de 1917 se asignó un nuevo jefe de Estado Mayor, el general Dmitri Shcherbachov. En realidad, Sajárov solo pudo mandar las unidades rusas y los rumanos siguieron gestionando sus tropas de manera cuasi independiente. La misión militar francesa, dirigida por el general Henri Mathias Berthelot y compuesta por mil quinientas personas —de ellas, trescientos oficiales—, desempeñó un destacado papel en la reconstitución del ejército. Brătianu había llegado a ofrecer el mando del Ejército a Berthelot durante la crisis del invierno de 1916-17, que prudentemente lo rechazó, aunque a partir de entonces gozó de una gran influencia en las decisiones militares rumanas, en calidad de asesor. La misión militar rusa, rival de la francesa, no pudo competir con esta en influencia, dada las preferencias rumanas por los franceses. Nuevas levas permitieron reclutar a setecientos mil hombres de los que cuatrocientos sesenta mil quedaron encuadrados en unidades de combate. Gran parte de ellas fueron equipadas con pertrechos franceses. Las nuevas divisiones —quince en vez de las antiguas veintitrés, divididas en cinco cuerpos de ejército y dos ejércitos— mejoraron además notablemente su armamento, principalmente gracias a los envíos franceses, y sus equipos de comunicaciones.

### La campaña de 1917

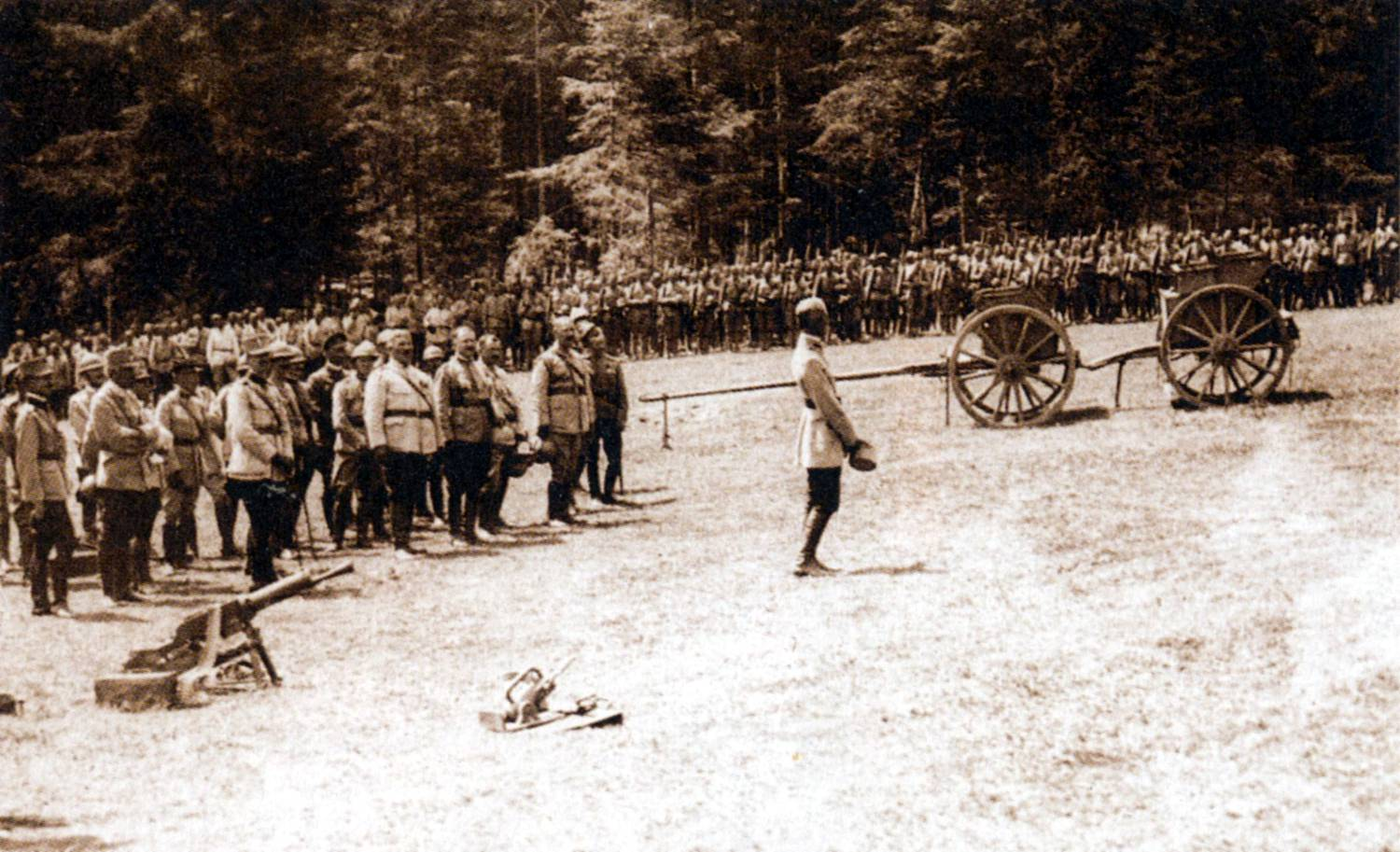
Tropas rumanas en Mărășești. En torno a esta localidad se libró una encarnizada batalla en el verano de 1917 que, junto con otras, frustró la invasión de Moldavia.

Se abordó una nueva ofensiva con permiso del Gobierno ruso y por insistencia del rumano el 1 de junio; debía llevarse a cabo entre el 28 de junio y el 14 de julio. El plan consistía en dos acometidas, la principal en el sur de Moldavia en dirección al importante centro de comunicaciones de Focșani a cargo del 6.º Ejército ruso y el nuevo 1.er Ejército rumano y la secundaria más al norte, a cargo del 4.º Ejército ruso y el 2.º rumano. El retraso de la operación debido a la situación en Rusia la perjudicó, pues se fijó finalmente para cuando los ataques en los sectores septentrionales del frente ruso ya habían fracasado.
Los combates se reanudaron en el frente moldavo en julio y agosto. Las divisiones rumanas atacaron al enemigo el 22 de julio, durante una ofensiva conjunta de la Entente para tratar de ganar la guerra. Tras abrirse paso ante los austrohúngaros gracias a la batalla de Mărăști, los ruso-rumanos hubieron de detenerse ante el fracaso de la ofensiva en Rusia. Los rusos habían perdido Tarnopol, al norte de las posiciones rumanas, y estaban retirando fuerzas, cada vez menos disciplinadas, de Moldavia. La posición rumana se volvió entonces peligrosa, habiéndose retirado treinta kilómetros el 8.º Ejército ruso que cubría el flanco norte rumano, sin haber participado en la ofensiva anterior. Aunque Averescu frenó la marcha de sus divisiones, logró desbaratar los preparativos de Von Mackensen, que se aprestaba por entonces a desencadenar una ofensiva contra los rumanos.
El jefe alemán tuvo que cambiar de planes: optó por una maniobra de pinza, con un brazo que debía avanzar hacia el norte siguiendo el valle el Seret y otro hacia el este a lo largo del valle del Oituz. Los dos grupos convergerían en Adjud. El objetivo de la ofensiva era debelar al ejército rumano y a las divisiones rusas desplegadas todavía en Moldavia y abrir el camino a Odesa. El ataque comenzó el 6 de agosto en Mărășești, donde se disputó una larga y encarnizada batalla; el 19 del mes, los rumanos detuvieron a los atacantes y el 3 de septiembre Von Mackensen puso fin a las operaciones, sin lograr avances. Sus fuerzas apenas habían progresado unos ocho kilómetros, a costa de grandes pérdidas (unas sesenta mil bajas frente a las veintisiete mil de los rumanos). La acometida complementaria en el valle del Oituz comenzó el 8 de agosto y también fracasó; el 3 de septiembre Von Mackensen cesó las operaciones para trasladar parte de las tropas al frente italiano. En conjunto, estas operaciones representaron un triunfo para Rumania, que había frustrado la invasión del menguado territorio que conservaba desde finales de 1916. El resto de combates del año fueron de mucha menor entidad y no variaron sustancialmente las posiciones de los dos bandos.

## Revolución rusa, aislamiento y rendición temporal

### Revolución en Rusia y aislamiento de Rumania
El proceso revolucionario en Rusia afectó también a las fuerzas rusas desplegadas en Rumania. Los soldados, hartos de la guerra, esperaban que acabase pronto y sus condiciones de vida mejorasen merced a la revolución. Comenzaron a organizar manifestaciones y reuniones a partir de abril, y a animar a los soldados rumanos a sumarse a ellas. Se aprobaron resoluciones en favor de la paz y del nuevo Gobierno ruso y se crearon comités de soldados. Los acontecimientos en Rusia reavivaron la actividad de los socialistas rumanos, que organizaron algunas protestas en Iași. Algunos de sus dirigentes, perseguidos por las autoridades, huyeron a Odesa, desde donde propugnaron una revolución burguesa para Rumania, con gobierno democrático y reforma agraria. La Revolución de Octubre radicalizó a los agitadores, que por primera vez creyeron que Rumania también podría tener su revolución socialista y no solo burguesa.
Al mismo tiempo, la Revolución de Febrero había agitado la situación en la vecina Besarabia donde una serie de organizaciones y manifestaciones reclamaron cambios políticos, económicos y sociales, algunos de tinte nacionalista. La situación en la región complicó las relaciones del Gobierno rumano con el Gobierno provisional ruso. En el campo, los campesinos ocuparon tierras y se organizaron en comités y se produjeron graves choques. La suerte de la provincia la decidieron los militares: la organización militar moldava surgida tras la revolución de marzo convocó un congreso de sus afiliados que coincidió con la Revolución de Octubre y aprobó la autonomía de la región y organizó una nueva reunión de la nueva asamblea provincial, para ratificar la decisión. La mayoría moldava dominó los agrios debates y el 15 de diciembre proclamó la creación de la República Federada Democrática de Moldavia, con un Gobierno dominado por los nacionalistas moldavos. Incapaz de sostenerse por sí solo, el nuevo Gobierno moldavo se apresuró a solicitar la ayuda del rumano el 21 del mes para «restablecer el orden» en su territorio. Las tropas debían defender el territorio de las unidades de los Imperios Centrales que se desplegaban por Ucrania. El Gobierno rumano, escaso de tropas, al principio se negó a enviar unidades a Besarabia; el 17 de enero de 1918, los bolcheviques se apoderaron de Chisináu y disolvieron la asamblea nacional. Los delegados moldavos se reunieron en secreto y volvieron a solicitar la ayuda rumana, que esta vez obtuvieron: una división cruzó la frontera, expulsó a los bolcheviques de Chisináu el 26 de enero y devolvió el poder a la asamblea. Esta proclamó la independencia de Besarabia el 6 de febrero, aunque para la mayoría de los delegados esto era simplemente el paso previo a la unión con Rumania. El apoyo a Rumania, sin embargo, no era total entre la población: los campesinos, sin conciencia nacionalista, esperaban más de los soviéticos que de las tropas reales rumanas la anhelada reforma agraria.
La agudización del proceso revolucionario en Rusia preocupaba hondamente a los mandatarios rumanos, que necesitaban tanto a las divisiones rusas para defender el frente como los envíos de armamento de los aliados occidentales, que les llegaban a través de Rusia. Cuando los bolcheviques tomaron el poder en Rusia y firmaron el Tratado de Brest-Litovsk, Rumania quedó aislada y rodeada por las Potencias Centrales y no tuvo más remedio que negociar un armisticio, firmado por los combatientes el 9 de diciembre de 1917, en Focșani. Franceses y británicos habían recomendado que el ejército rumano se retirase a Besarabia y Ucrania, pero tanto los mandatarios rumanos como el general Berthelot creyeron que este plan era inviable, tanto por la falta de transporte como de instalaciones y medios para sostener a las tropas en pleno invierno ruso. El consejo real había decidido el 2 de diciembre continuar la lucha, incluso si el nuevo Gobierno soviético firmaba un armisticio con los Imperios centrales, pero, cuando esto ocurrió tres días más tarde, el rumano se avino también a parlamentar. El primer resultado fue la firma del armisticio paralelo de Focșani el 9 de diciembre, que puso fin a los combates.
Paradójicamente, los cambios en Rusia favorecieron políticamente al Gobierno rumano, que adquirió importancia ante las grandes potencias de la Entente, tanto por su condición de beligerante tras la retirada rusa del conflicto como por suponer un posible centro de fuerzas antibolcheviques que pudiesen reconstituir el frente oriental. Franceses, británicos e italianos se opusieron en principio a que Rumania firmase una paz separada, escudándose en el tratado de alianza, aunque al mismo tiempo veían en ello una manera de zafarse de los onerosos compromisos adquiridos con ella, que estorbaban las negociaciones de paz con Austria-Hungría y Bulgaria. El Gobierno de Ion Brătianu tampoco deseaba firmar la paz, por lo que alargó todo lo que pudo las negociaciones, hasta exasperar a Von Mackensen, que en febrero de 1918 presentó un ultimátum a los representantes rumanos.

### El Tratado de Bucarest

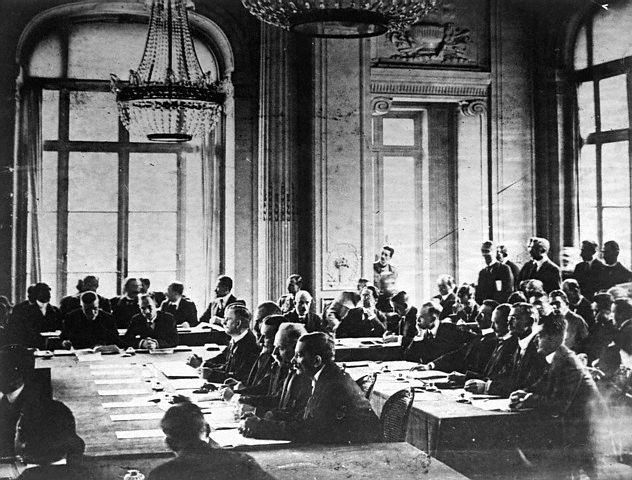
Delegados en las negociaciones del Tratado de Bucarest.

Los Imperios amenazaron con romper el armisticio en febrero, cuando estaban a punto de lograr un tratado de paz con Ucrania, mientras que Lenin ordenaba una ofensiva contra Rumania por la ocupación de Besarabia, por entonces territorio ruso. Rumania se apropió oficialmente de la región el 9 de abril; los Gobiernos de la Entente no reconocieron la anexión. Estos se negaron a creer que Rumania no podía seguir combatiendo. A pesar de ello los políticos rumanos comenzaron a remodelar el Gobierno para comenzar las negociaciones de paz y obtener los mejores resultados posibles de ellas. La dimisión de los ministros conservadores-demócratas llevó a la renuncia del gabinete de Brătianu. Dada la renuencia de los liberales y de los conservadores-demócratas a firmar la paz, el rey entregó la Presidencia del Gobierno al general Averescu, dispuesto a ello. Dio paso al germanófilo Alexandru Marghiloman el 18 de marzo tras tratar en vano de lograr el mantenimiento de las promesas territoriales a Rumania en caso de que firmase una paz separada. El tratado preliminar con los imperios se rubricó, empero, durante el gobierno de Averescu, el 5 de marzo en Buftea, dos días después de que el país quedase aislado tras la firma del Tratado de Brest-Litovsk entre los Imperios centrales y el Gobierno soviético. Averescu había dimitido por la renuencia de los mandatarios a que se consumase la firma de lo acordado en Buftea; de Marghiloman se esperaba que lograse unas condiciones menos severas para el país, merced a su actitud favorable a los alemanes, ilusión que se desvaneció pronto.
El 7 de mayo de 1918, Rumania se vio obligada a firmar el Tratado de paz de Bucarest con los Imperios Centrales. El país cedía la Dobruya a Bulgaria —el sur, pues el norte quedó en condominio de los Imperios centrales— y los puertos de los Cárpatos a Austria-Hungría. Los pueblos cedidos a esta a lo largo de la frontera tenían una población de setecientas veinticinco mil personas. El país se comprometía además a sufragar la ocupación del territorio —que albergaba el 72 % de la población antes de la guerra—, permitir el transporte de tropas y arrendar los pozos de petróleo a Alemania durante noventa años. Debía vender además la cosecha a los imperios, que podían fijar los aranceles correspondientes. Entregaba además la gestión de los puertos y de los astilleros. Los vencedores obtenían también el control de banco central y de la reserva de divisas rumana. A cambio, el país recibía la convulsa región de Besarabia. En la práctica, el país se transformaba en una colonia de los imperios.

### El Gobierno Marghiloman: reforma agraria y anexión de Besarabia

Cambios territoriales en 1918 hasta el final de la guerra mundial. El Imperio austrohúngaro obtuvo ciertas franjas fronterizas (en rosa oscuro); Bulgaria, por su parte, recibió la Dobruya meridional (en verde oscuro). Rumania se anexionó Besarabia.

Marghiloman organizó unas elecciones para reforzar su posición, en las que los liberales decidieron no participar y que se celebró según el antiguo sistema electoral que favorecía a los conservadores que, en efecto, las ganaron. El presidente del Gobierno obtuvo la ratificación del tratado de paz del nuevo Parlamento, pero no que lo firmase el rey. El Gobierno puso en marcha además un programa con escaso respaldo popular. En la cuestión fundamental de la reforma agraria, Marghiloman pretendió aplicar unas medidas moderadas que creasen una clase de campesinado medio, políticamente moderado. En cuanto a Besarabia, su Gobierno la urgió a aprobar la unión con Rumania, como en efecto se hizo en la asamblea nacional el 27 de marzo, tras agitado debate. La unión, sin embargo, se aprobó con condiciones: la región debía contar con autonomía, mantener su asamblea y se le debía permitir aplicar importantes reformas políticas (sufragio universal, derechos civiles, derechos de las minorías) y sociales. Para los moldavos, la unión debía ser cuasi federal.
Mientras, los alemanes fueron capaces de reparar los daños de los campos petrolíferos de Ploiești y hacia el final de la guerra habían extraído un millón de toneladas de petróleo. También requisaron dos millones de toneladas de grano de los agricultores rumanos. Estos abastos fueron vitales para mantener a Alemania en la guerra hasta finales de 1918. Dejaron a la población, empero, al borde del hambre.
Aparentemente, con la firma de la paz por Rumania, las promesas de ganancias territoriales del tratado con la Entente desaparecían, pero ante el interés francés de volver a contar con el nuevo ejército rumano para un nuevo ataque a las debilitadas tropas austro-germanas en los Balcanes y como soporte a los Ejércitos Blancos rusos, se volvió a despachar al general Henri Berthelot, artífice de la reorganización del ejército rumano en 1917 y con gran prestigio en el país, para lograr su vuelta al combate en septiembre de 1918. Durante 1918, en todo caso, los Gobiernos aliados no aclararon si, pese a haber firmado una paz separada sin su venia, Rumania seguía pudiendo reclamar las concesiones que se le habían prometido en el tratado de alianza de agosto de 1916.

### Rumania vuelve a entrar en la guerra (noviembre de 1918)
Rumania volvió a entrar en combate el 10 de noviembre de 1918, después de que la ofensiva de Tesalónica hubiese obligado a Bulgaria a abandonar la guerra y un día antes de su final en el frente occidental. Berthelot mandaba el llamado Ejército del Danubio, compuesto por tres divisiones, que, proveniente del frente macedonio, se aprestó a cruzar el Danubio en Giurgiu. Los alemanes dependían completamente del petróleo rumano para surtir de carburante a la aviación, a la mitad de sus camiones y a un tercio de los submarinos, por lo que la pérdida de Rumania los dejaría con combustible para apenas dos meses de operaciones. El avance aliado por los Balcanes hacia el norte amenazaba por tanto una región crucial para el Ejército alemán.
EL Imperio otomano firmó el Armisticio de Mudros el 30 de octubre; Austria-Hungría el de Padua el 3 de noviembre y el 6 se obligó a Marghiloman a renunciar y se formó un nuevo Gobierno de transición presidido por Constantin Coandă, respaldado por los liberales. Coandă anuló las medidas aprobadas durante el gobierno anterior y se preparó para reanudar las hostilidades. Los rumanos exigieron el 9 de noviembre a los Imperios centrales que evacuasen su territorio. Berthelot cruzó el Danubio esa noche y los rumanos retomaron las operaciones militares el día siguiente; los alemanes emprendieron al punto la retirada del territorio, que abandonaron por completo el 1 de diciembre, día en que el rey entró en la recuperada Bucarest. Ion Brătianu asumió nuevamente la Presidencia del Gobierno el 12 de diciembre.
Los rumanos, con el apoyo de Berthelot y de los embajadores aliados, reclamaron el cumplimiento íntegro del tratado de alianza de 1916. Los Gobiernos británico y francés, sin embargo, eran muy reacios a aceptar esta interpretación de la renovada beligerancia rumana. Sostenían que la firma de la paz con los Imperios centrales por parte del Gobierno rumano les eximía de las obligaciones que habían contraído en el tratado de alianza con Bucarest.

## Consecuencias, cambios territoriales y tratados de paz

### Anexiones efectivas
Bucovina, multicultural y con una importante población ucraniana en el norte de la región —en realidad, la comunidad mayor de la región, aunque por poco margen—, estaba ocupada militarmente por Rumania desde el 11 de noviembre. Los representantes rumanos de la provincia votaron a favor de la unión con el Reino de Rumania el 28 de noviembre de 1918.
En Transilvania el Partido Nacional Rumano había proclamado su intención de aplicar el derecho de autodeterminación de la población rumana en Hungría en una sesión del Parlamento húngaro el 18 de octubre. El partido había formado un Consejo Nacional Rumano —especie de Gobierno provisional transilvano— el 31 de octubre con la cooperación del pequeño Partido Socialdemócrata Rumano y el 9 de noviembre había informado al nuevo Gobierno húngaro de su intención de tomar el control de la región. Las negociaciones en Arad del 12-14 de noviembre en las que el Gobierno húngaro ofreció establecer un sistema confederal similar al suizo fracasaron ante la intransigencia de los transilvanos rumanos. Animado por Brătianu, el Partido Nacional convocó una gran asamblea en Alba Iulia a la que asistieron unas cien mil personas de toda Transilvania y que proclamó la unión de Transilvania con el Reino de Rumania el 1 de diciembre. El Gobierno rumano aceptó la unión el 11 del mismo mes. Los representantes de los sajones de Transilvania (la minoría alemana) aprobaron la unión el 15 de diciembre en una asamblea celebrada en Mediaș.
Por su parte, la Dieta regional besaraba, en la que solo quedaban los diputados rumanos, aprobó la unión con Rumania la noche del 8 de diciembre. Anuló las condiciones de unión con Rumania impuestas en marzo tres días después.

### Conferencia de paz y guerra con Hungría

Ganancias territoriales rumanas tras la Primera Guerra Mundial, según el origen de los territorios:
Reino de Rumania (1914)
-Territorios rusos:
Besarabia
-Territorios austrohúngaros:
Territorios austriacos:
Bucovina
Territorios húngaros:
Transilvania
Banato
Crișana
Maramureș

En enero de 1919, Brătianu, nuevamente primer ministro, se desplazó a París para encabezar la delegación rumana que iba a participar en la Conferencia de Paz de París. Allí pasó seis meses defendiendo inflexiblemente la postura rumana, sin lograr, no obstante, todos los objetivos fijados en el tratado de 1916, aunque sí la anexión de Bucovina, Besarabia y Transilvania. Alemania aceptó en los términos del Tratado de Versalles (artículo 259) renunciar a todas las prestaciones previstas por el Tratado de Bucarest en 1918.

Reparto del Banato entre Hungría, Rumania y Yugoslavia tras la Primera Guerra Mundial. Dos tercios fue adjudicado a Rumania que, en principio, había pretendido anexárselo completamente.
Territorio adjudicado a Rumania
Territorio adjudicado a Yugoslavia
Territorio adjudicado a Hungría

Mientras se celebraba la conferencia de paz, el ejército rumano había soslayado la línea de armisticio acordada entre los mandos militares aliados de los Balcanes y Hungría y había continuado ocupando el territorio transilvano. Ante la inutilidad de prohibir los avances, los Aliados decidieron trazar una nueva línea de separación entre húngaros y rumanos el 25 de febrero que pasaba por Satu Mare, Oradea y Arad. La comunicación de esta decisión al Gobierno húngaro el 20 de marzo causó una grave crisis política que precipitó la dimisión de Mihály Károlyi y la proclamación de la República Soviética Húngara al día siguiente. El control rumano de Transilvania, que contaba con una población húngara de 1 662 000 habitantes (34 %, según el censo de 1910), fue rechazado por la nueva Hungría surgida tras la guerra. Brătianu no obtuvo el deseado permiso aliado para avanzar contra la república soviética, pero preparó la ofensiva de todas maneras, que comenzó el 16 de abril de 1919, como aparente respuesta a un ataque húngaro a las líneas rumanas. El ejército rumano venció a los soviéticos y solo se detuvo a comienzos de mayo en el Tisza, tanto por la insistencia de los Aliados como por los cálculos de Brătianu, que no deseaba que la caída de la república soviética diese paso a un Gobierno conservador y nacionalista que se opusiese a la expansión territorial rumana con apoyo de la Entente. El 2 de julio y ante la imposibilidad de llegar a un acuerdo en París, donde las potencias recriminaban a Brătianu su actuación, este abandonó la conferencia de paz y regresó a Rumania. El ejército rumano no se retiró de la línea del Tisza como le habían exigido las potencias y, tras ser atacado por los húngaros el 24 de julio, contraatacó y el 4 de agosto ocupó Budapest. La contienda terminó con una ocupación parcial rumana de Hungría.
Las desavenencias con las potencias de la Entente —la situación en Hungría y las diferencias sobre los tratados de protección de las minorías—, hicieron que Brătianu dimitiese el 12 de septiembre y cediese aparentemente el poder a su antiguo ministro de Defensa, el general Artur Văitoianu. Văitoianu se negó a su vez a aceptar las condiciones que las potencias deseaban imponer (retirada de Hungría, evaluación del material requisado durante la ocupación de esta, firma del tratado de minorías y del Tratado de Saint-Germain-en-Laye) y dimitió el 30 de noviembre. El nuevo gabinete de Alexandru Vaida-Voevod, por el contrario, se avino a aceptar las condiciones de las grandes potencias aliadas para acabar con la tensión y obtener su apoyo en la posguerra. Las fuerzas rumanas al retirarse permitieron al almirante Miklos Horthy entrar en la capital y ser proclamado poco más tarde regente de Hungría. El Tratado de Neuilly-sur-Seine con Bulgaria del 27 de noviembre dejó intacta la frontera de la Dobruya en el trazado del Tratado de Bucarest de 1913. Vaida-Voevod lo suscribió el 11 de diciembre.
En cuanto al Banato, que Brătianu había tratado infructuosamente de obtener completo dada la mayoría rumana de la región (habitada por unos seiscientos mil rumanos, cuatrocientos mil alemanes («suabos») y trescientos mil serbios), las potencias decidieron dividirlo aproximadamente según criterios lingüísticos y otorgaron los dos tercios orientales de la región a Rumania. Tras una ocupación transitoria francesa del territorio, el reino lo obtuvo el julio de 1920.
Vaida-Voevod acordó con las potencias la retirada definitiva de Hungría en marzo de 1920 y el 4 de junio el país firmó el Tratado de Trianón, que puso fin a la guerra con Hungría y otorgó a Rumania no solo toda Transilvania, sino algunas regiones al oeste de esta. La conferencia de embajadores admitió la anexión de Besarabia el 28 de octubre, aunque dejó los detalles del tratado en manos de la Sociedad de Naciones en caso de que Rusia cambiase de gobierno. Los soviéticos rechazaron reconocer la soberanía rumana sobre el territorio, que fue fuente permanente de tensión entre Rumania y la URSS durante todo el periodo de entreguerras.

### Consecuencias territoriales, de población y económicas de la guerra

Porcentaje de muertes de militares durante la Primera Guerra Mundial para la Entente.

Las nuevas fronteras rumanas habían recibido el reconocimiento internacional en general en el otoño de 1920 y el país había crecido notablemente, tanto en territorio como en población (296 000 km² con 16 250 000 habitantes, según datos de 1919). Apenas seiscientas mil personas de lengua rumana habían quedado fuera de las nuevas fronteras (doscientas cincuenta mil en la URSS, doscientas treinta mil en Yugoslavia, sesenta mil en Bulgaria y veinticuatro mil en Hungría).
En cambio, el país había adquirido abundantes minorías (un 30 % de la población). También había perdido aproximadamente un 10 % de la población prebélica en el conflicto. Las pérdidas económicas debidas a la guerra también habían sido enormes (unos setenta y dos mil millones de lei-oro): en 1918 el país producía un 53 % menos de petróleo, un 59 % menos de carbón y un 81,6 % menos de hierro que en 1913-1914. El transporte ferroviario había quedado desbaratado y se había perdido gran parte de las locomotoras y vagones. La agricultura también se hallaba en situación grave: la zona cultivada se había reducido un 40 % y el país, tradicionalmente exportador de grano, tenía que importarlo para alimentar a la población, puesto que en 1919 y 1920 apenas producía el 35 % de lo que antes de la guerra. Pese al crecimiento territorial, de población y de recursos originado por la guerra, la dificultad para integrar los nuevos territorios causó graves problemas a la nueva «Gran Rumania». La economía tardó en recuperarse: hasta 1922 no se recobró el nivel de producción agraria de 1913 y el industrial solo se alcanzó en 1924. La inflación de la posguerra y la desorganización del comercio suscitada por la contienda perduraron hasta mediada la década de 1920 y afectaron duramente a las clases más humildes.